# 硯

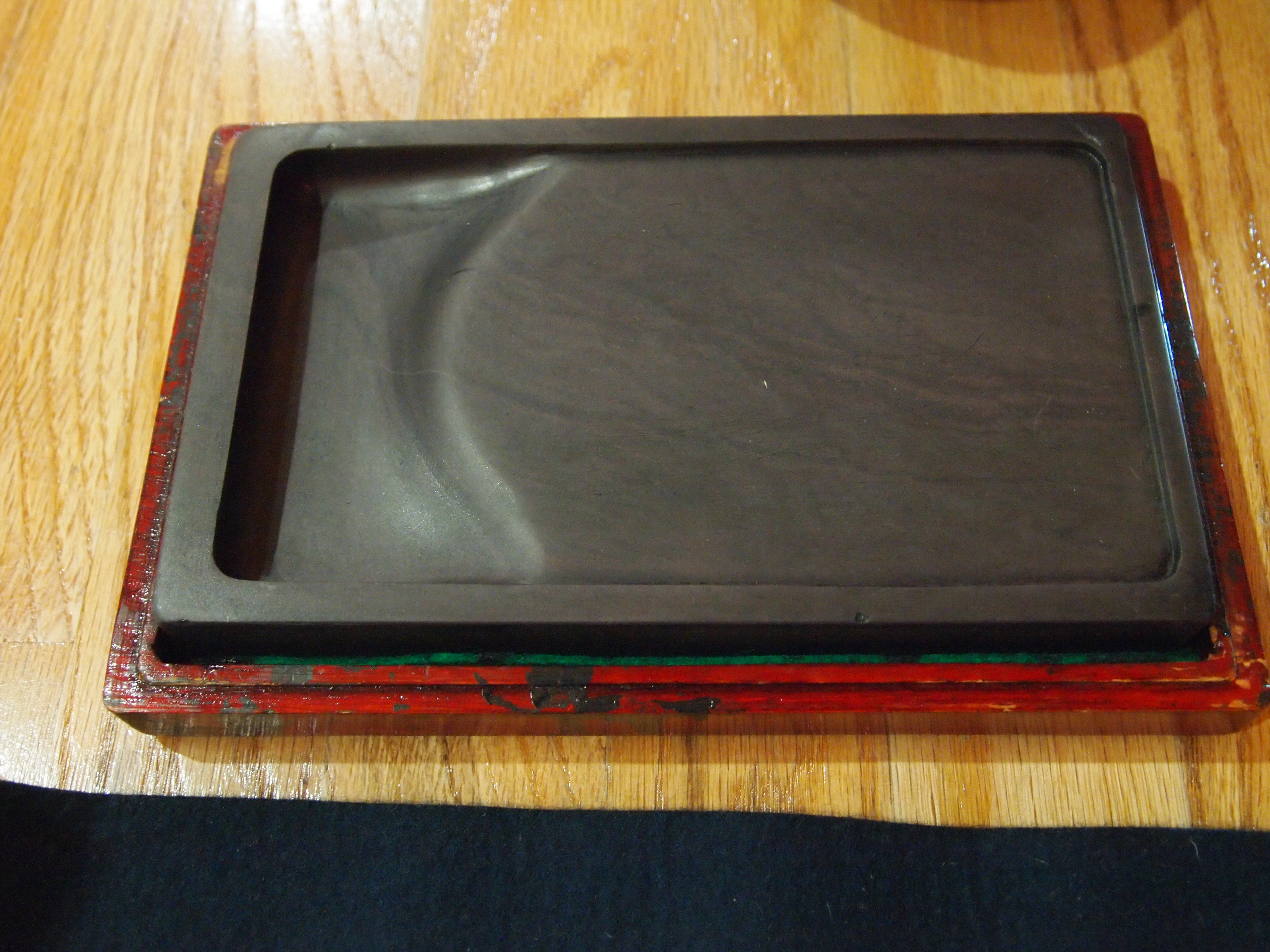
硯

硯（すずり）は、墨を水で磨るために使う、石・瓦等で作った文房具。中国では紙・筆・墨と共に文房四宝の一つとされる。硯及び附属する道具を収める箱を硯箱という。硯には唐硯（中国産）と和硯（国産）のほか、韓国・北朝鮮、台湾製などがある。硯を作る職人を製硯師という。

## 概説

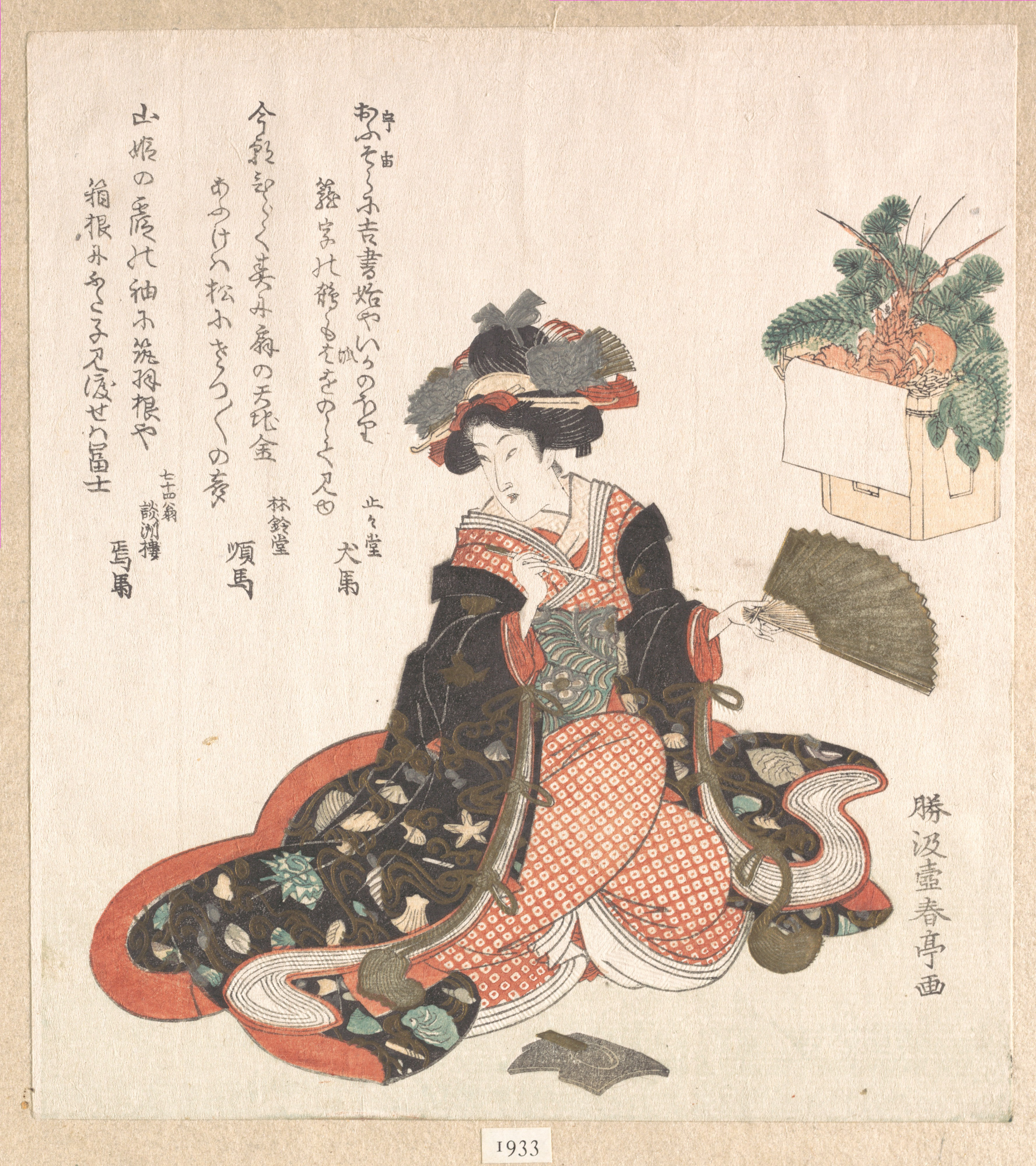
新年の遊女。足下に硯と墨が描かれている。勝川春亭画。

墨を溜める為の薄い窪みを墨池（海とも言う）、墨を磨る為の少し高い部分を墨堂（丘とも言う）という。墨堂部分表面の鋒鋩(ほうぼう)と呼ばれる表面の凸凹によって墨を磨る。使い方や材質の拠っては鋒鋩が磨滅するために目たてを行う場合もある。
この様な、現代に一般的に見られる、墨池と墨堂からなる硯の成立は墨より遅く、古代には乳鉢の様なもので墨をつぶして、粉末状にして用いた。早くから様々な材質と形状の硯があったが、古くは陶硯が主流で、円形の皿を多数の脚で支えるものが代表的な形である。
なお、日本での硯の使用自体は弥生時代に既に認められている（福岡県糸島市や島根県松江市で出土）。糸島市の潤地頭給（うるうじとうきゅう）遺跡のほか、中原遺跡（佐賀県唐津市）、東小田峯遺跡（福岡県筑前町）から出土したのは、製作途上の石製硯やそれに関連すると推測される遺物である。

## 材質
硯は陶製（焼き物）の陶硯と石製の石硯のほか様々な種類がある。

### 陶硯

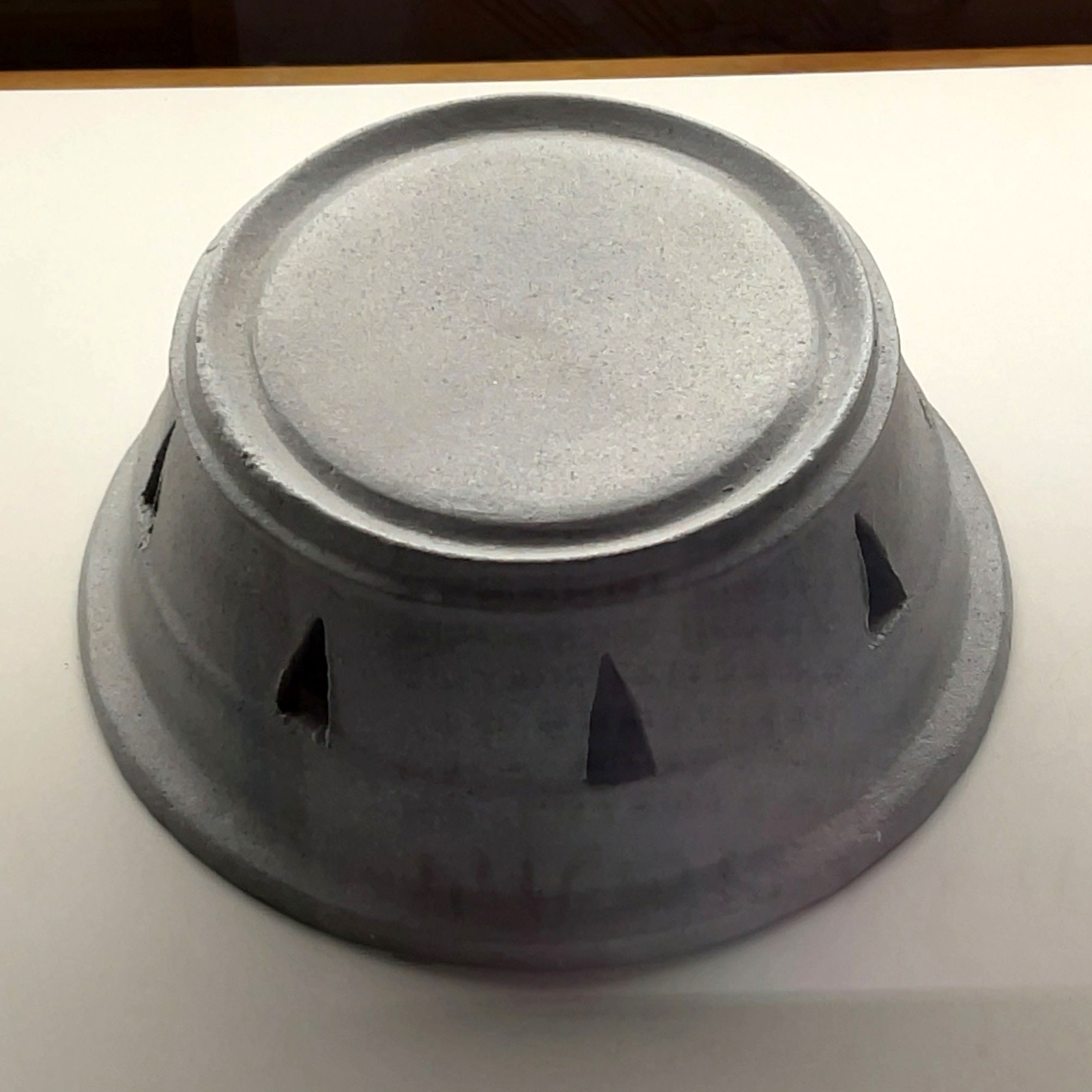
奈良・平安時代の須恵器製の円面硯（復元品）

陶硯は硯のうち陶製（焼き物）のものをいう。陶硯には硯専用に制作されたものと、土器片を再利用したもの（転用硯）があり、圧倒的に転用硯のほうが多い。硯専用のものには円形の円面硯、動物などを象った形象硯、部首の几部（かぜかんむり）の形をした風字硯、長方形の長方硯、宝珠形の宝珠硯などがある。
日本で最古の陶硯は隼上窯跡（京都府宇治市）から出土した飛鳥時代のものである。
実用面では石硯に及ばないが、彩色、形状に趣があるものも多いため、観賞用として飾られることもある。なお、磁器のものは磁硯と称する。

### 石硯
中国では六朝時代の終わりに石製の硯が登場した。唐代に石硯が高級品として登場し、下って、宋代に普及品市場も石硯が占めて現代に至る。日本では石硯は10世紀頃から見られるようになり、陶硯は次第に使われなくなった。

### その他の材質
- 墨磨り機用の丸形セラミック硯
- プラスチック製
- 木製
- 硝子製

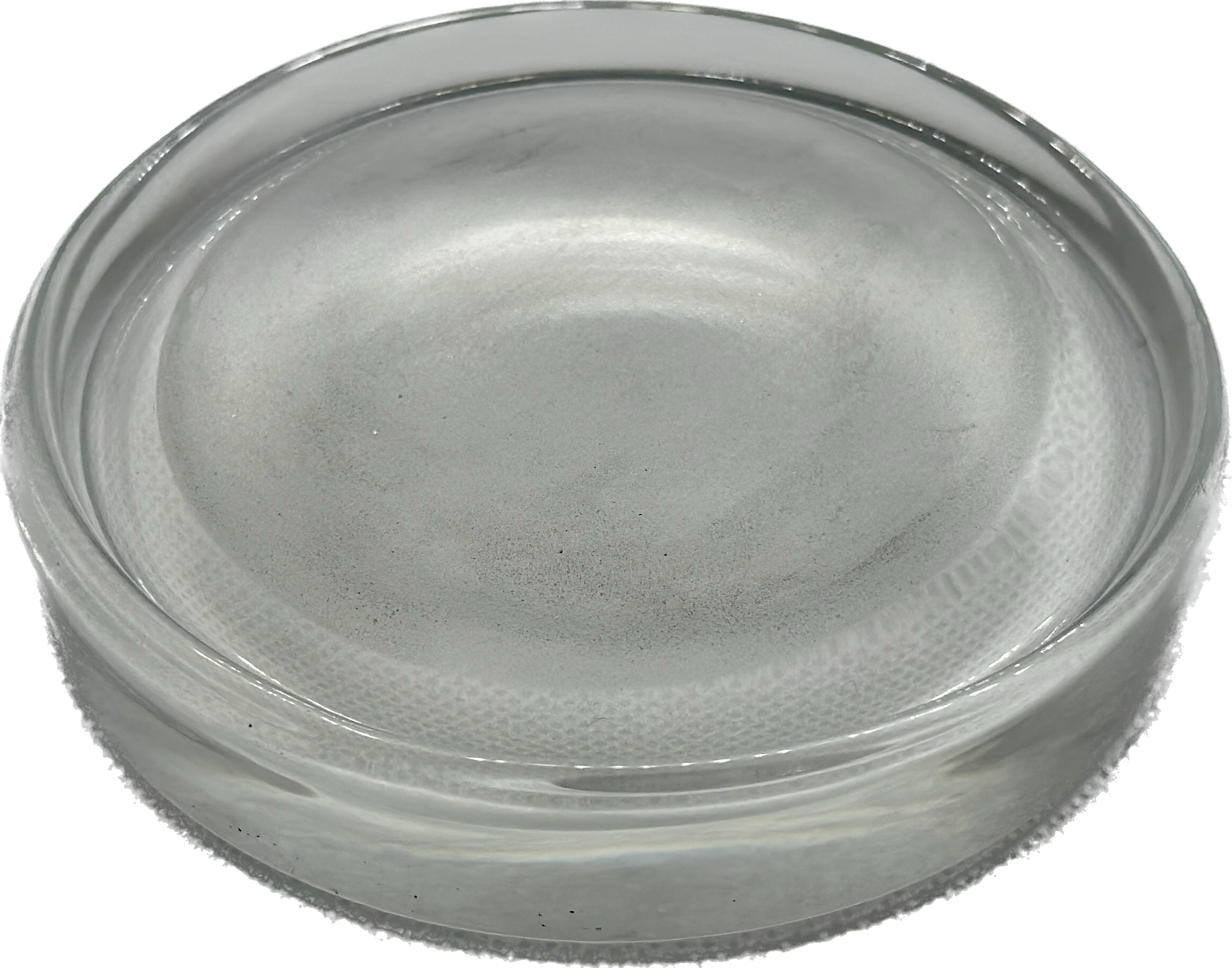
硝子製の硯
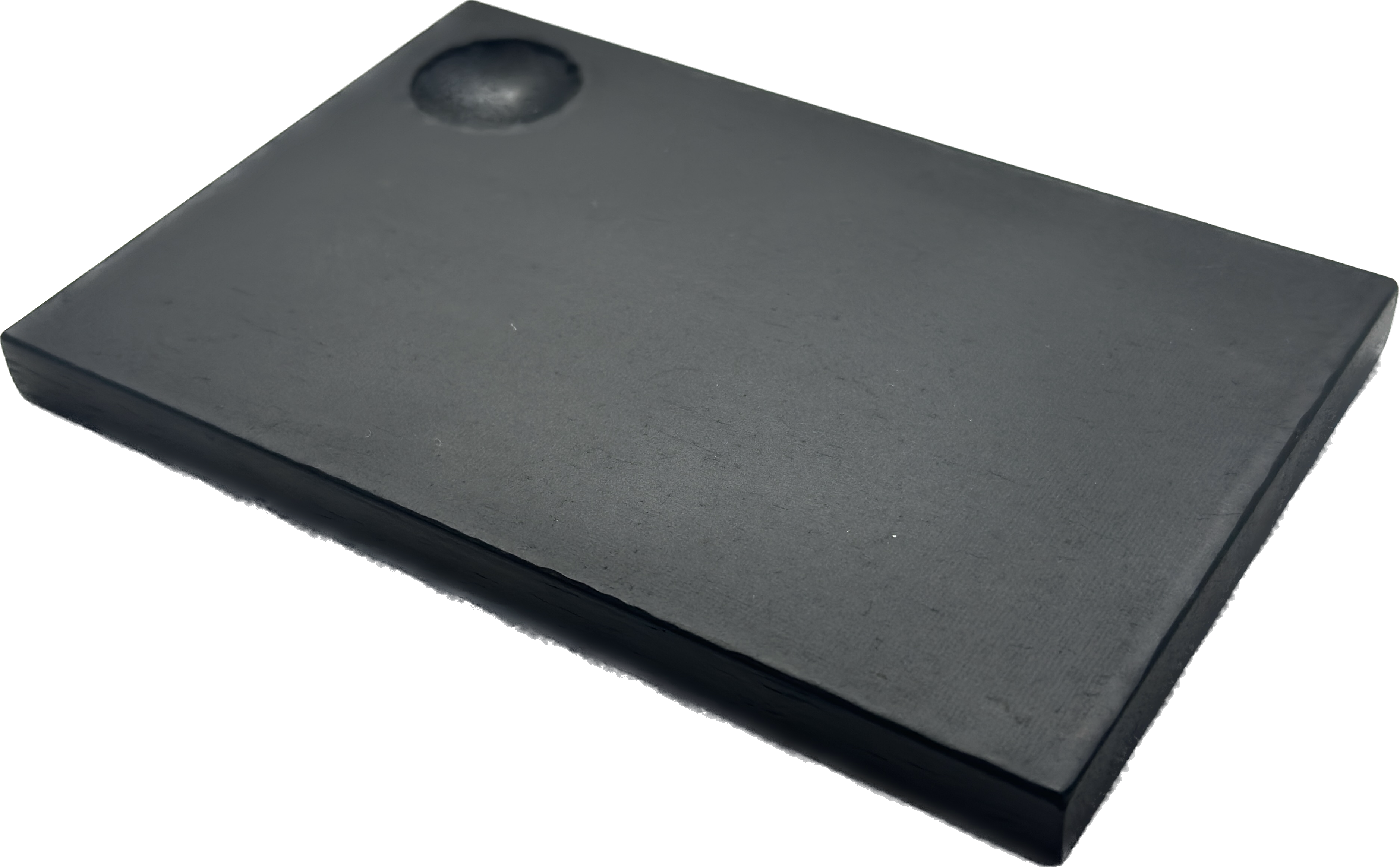
木製の硯。日本製
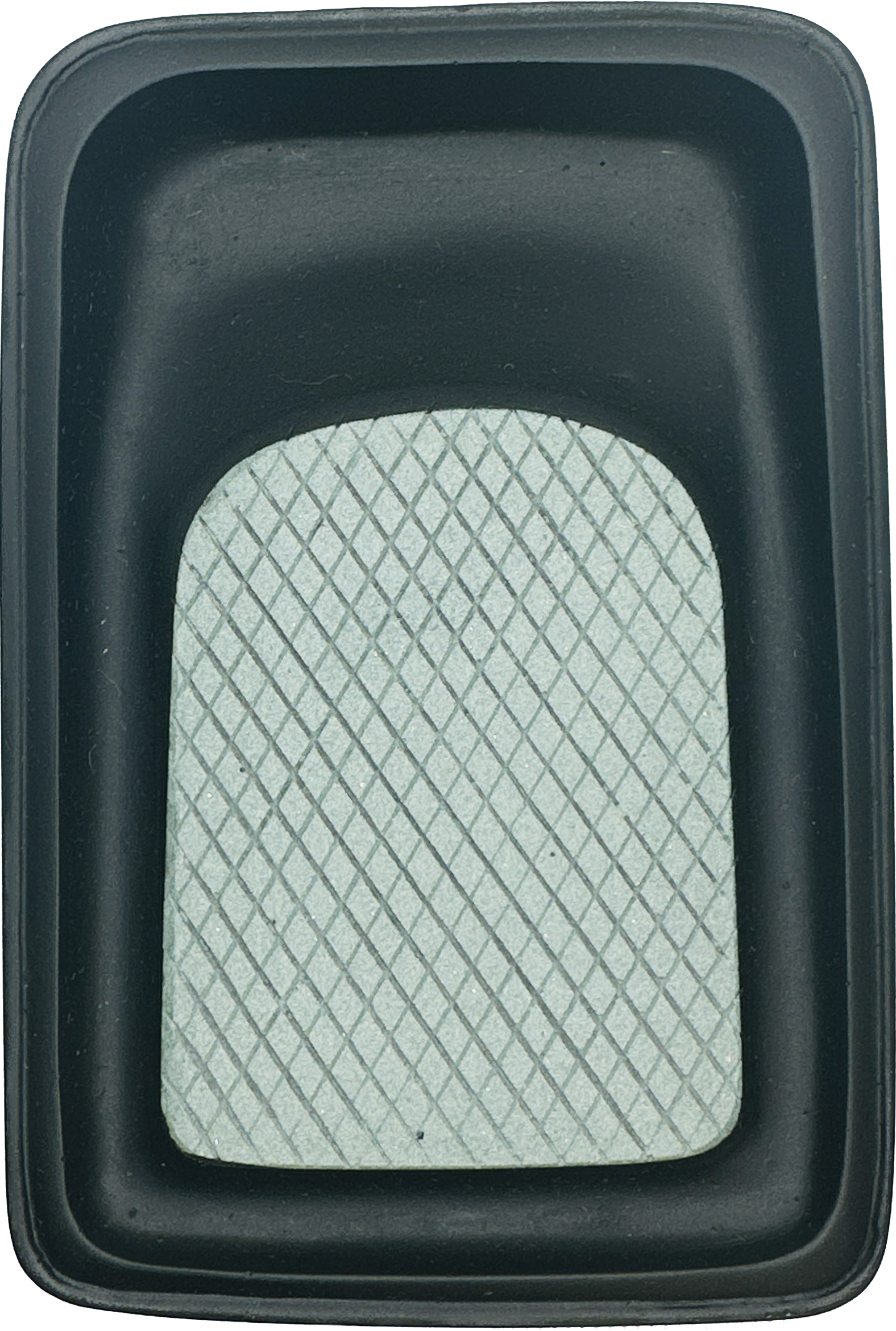
ダイヤモンドでコーティングされた人造硯

## 唐硯
中国の石で生産される硯を唐硯（とうけん）と呼ぶ。唐硯の中でも端渓硯（たんけいけん）、歙州硯（きゅうじゅうけん）、洮河緑石硯（とうがろくせきけん）、澄泥硯（ちょうでいけん）が有名で中国の良硯の四宝といわれる。他にも松花江緑石硯、紅糸石硯などが存在し、品質、価格とも様々だが上級品は墨の降り・発墨に優れており、高価に取引されるものもある。

### 代表的な唐硯

#### 端渓硯
中国広東省広州の西方100kmほどのところに、肇慶という町がある。この町は西江という河に臨んでいて、東に斧柯山（ふかざん）がそびえる。この岩山の間を曲がりくねって流れ、西江に注ぐ谷川を端渓（たんけい）という。深山幽谷と形容される美しいこの場所で端渓硯の原石が掘り出される。
端渓の石が硯に使われるようになったのは唐代からで、宋代に量産されるようになって一躍有名になった。このころ日本にも渡って来たといわれる。紫色を基調にした美しい石で、石の中の淡緑色の斑点など丸みを帯び中に芯円を持つものを「眼」（がん）という。鳥の眼のような模様もあるこの紋は石蓮虫の化石といわれてきたが、石眼は一種の含鉄質結核体であることが実証された。つまり酸化鉄などの鉄の化合物が磁気を帯びて集まり形成されたものである。こうした含鉄質結核体が沈積し埋蔵されたあとも、岩石生成過程でたえず変化して鉄質成分を集め、暈の数が幾重もある石品を形成した。実用には関係ないものだが大変珍重される。端渓の石は細かい彫刻にも向き、様々な意匠の彫刻を施した硯が多く見られる。端渓硯の価値の第一は≪磨墨液が持つ撥墨の範囲の広さ・佳さ≫である。第二、第三と続く価値は硯としての本質に直接関係しないが、その視覚的美しさであり、「眼」等々の石紋の現れ方、そして彫刻の精巧さ、色合い、模様などによる。第一の価値を除けばいずれも美術・芸術面からの価値であり、そしてこれらの作硯時代により骨董的な価値が加わる。
端渓硯には採掘される坑によって以下のようなランクがある。
- 老坑：最高級の硯材。ここの一定の範囲から産出する硯材のみを「水巌」と称することが主である。
- 坑仔巌：老坑に次ぐとされている。
- 麻仔坑：かつては老坑に匹敵するという評価もされた。
- 宋坑：宋代に開発開始。比較的安価。
- 梅花坑：色合いに趣はあるが硯材としては下級とされている。
- 緑石坑：現代物はあまり良質ではない。

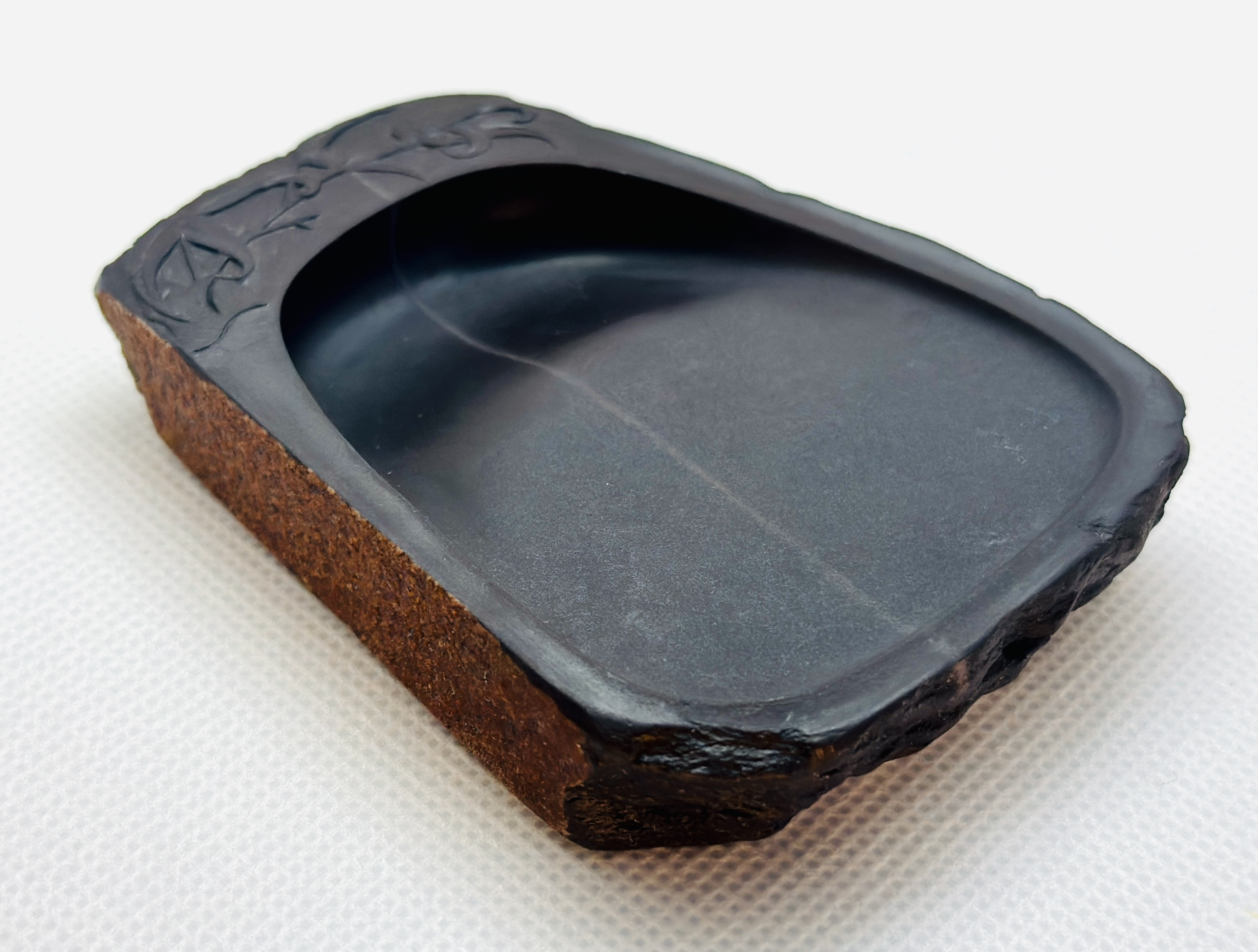
中国 広東省 端渓 老坑水巌
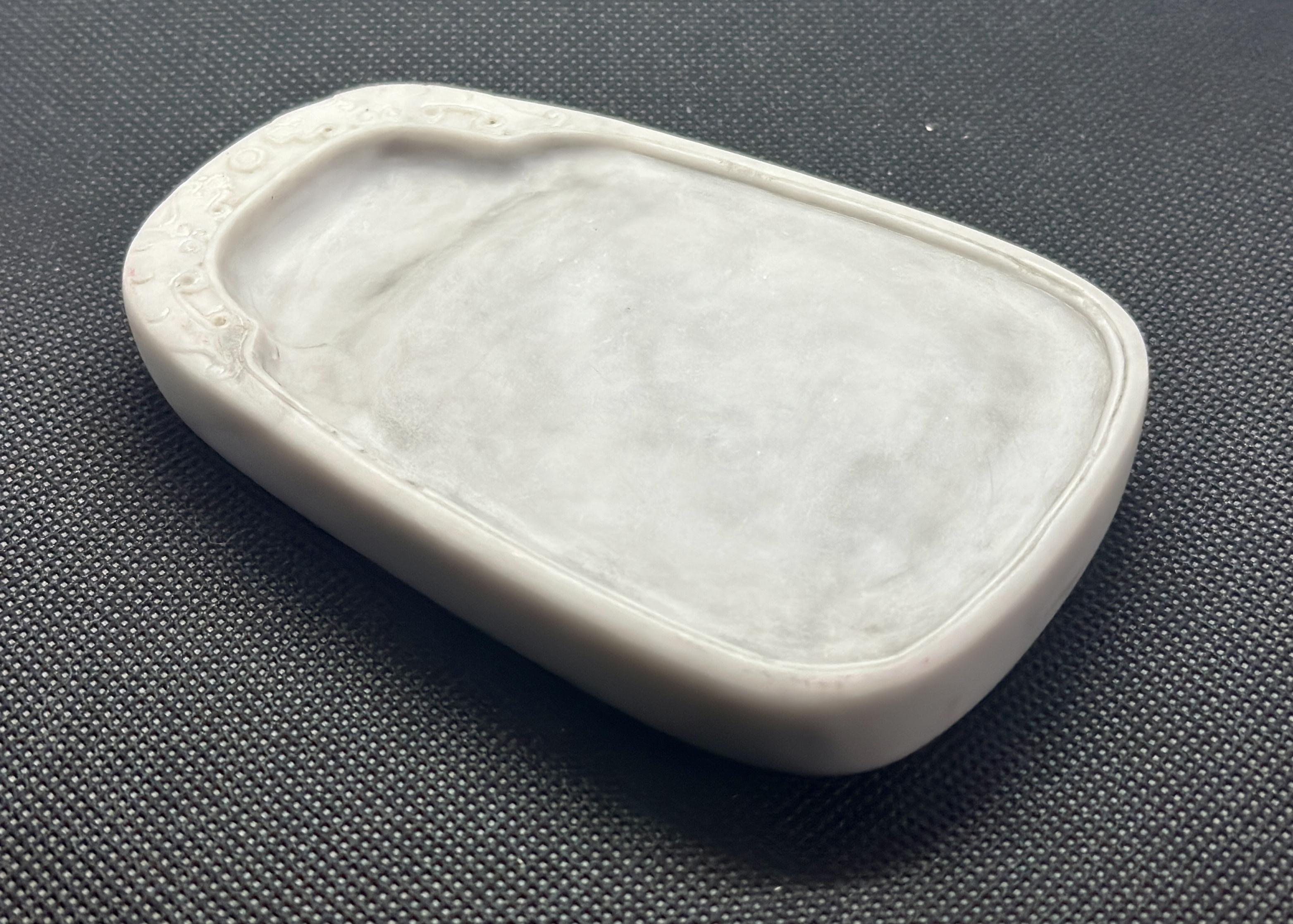
中国 広東省 白端渓

#### 歙州硯
端渓硯と並び称される名硯に歙州硯がある。この硯の原石は南京の南200kmの歙県から掘り出される。付近には観光地として知られる黄山があり、この辺りは奇怪な岩石の峰が無数に林立する山岳地帯である。歙県はその黄山の南に位置し、昔は歙州（きゅうしゅう）と言った。
歙州硯は端渓の女性的な艶やかさに比べ蒼みを帯びた黒色で、男性的な重厚さと抜群の質を持つ。比重は重く石質は硬く、たたくと端渓よりも金属的な高い音がする。へき開のために細かい彫刻には向かない。磨り味は端渓の滑らかさと違って、鋭く豪快に実によくおり、墨色も真っ黒になる。この硯は、うす絹を2枚重ねた時にあらわれる波のような模様、「羅紋」（らもん）が特徴である。
採石期間が短かったため現存する歙州硯は極めて少なく、端渓硯に比し約5%程度と思われる。

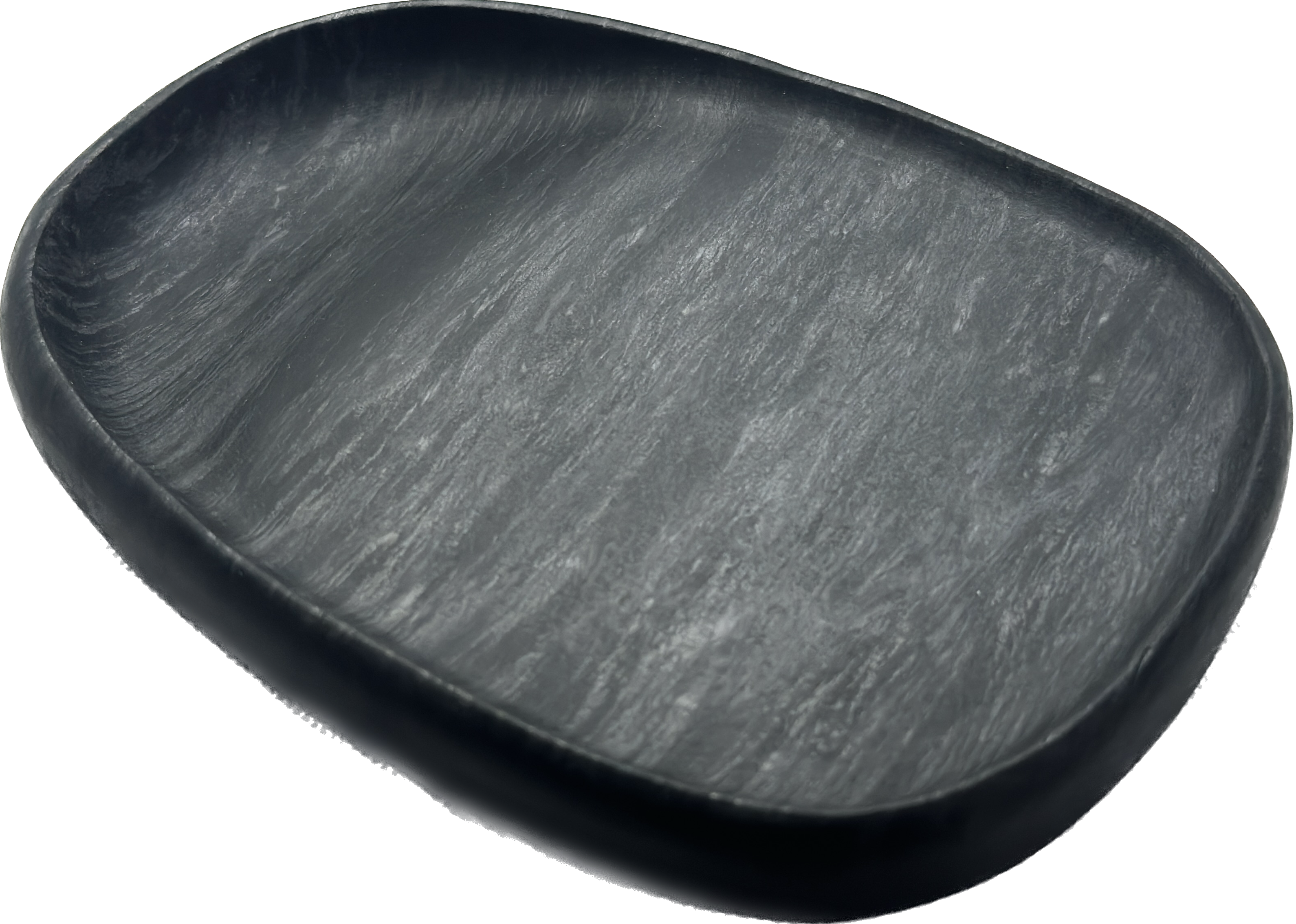
中国 安徽省 歙州硯眉子紋 (きゅうじゅうけん びしもん)
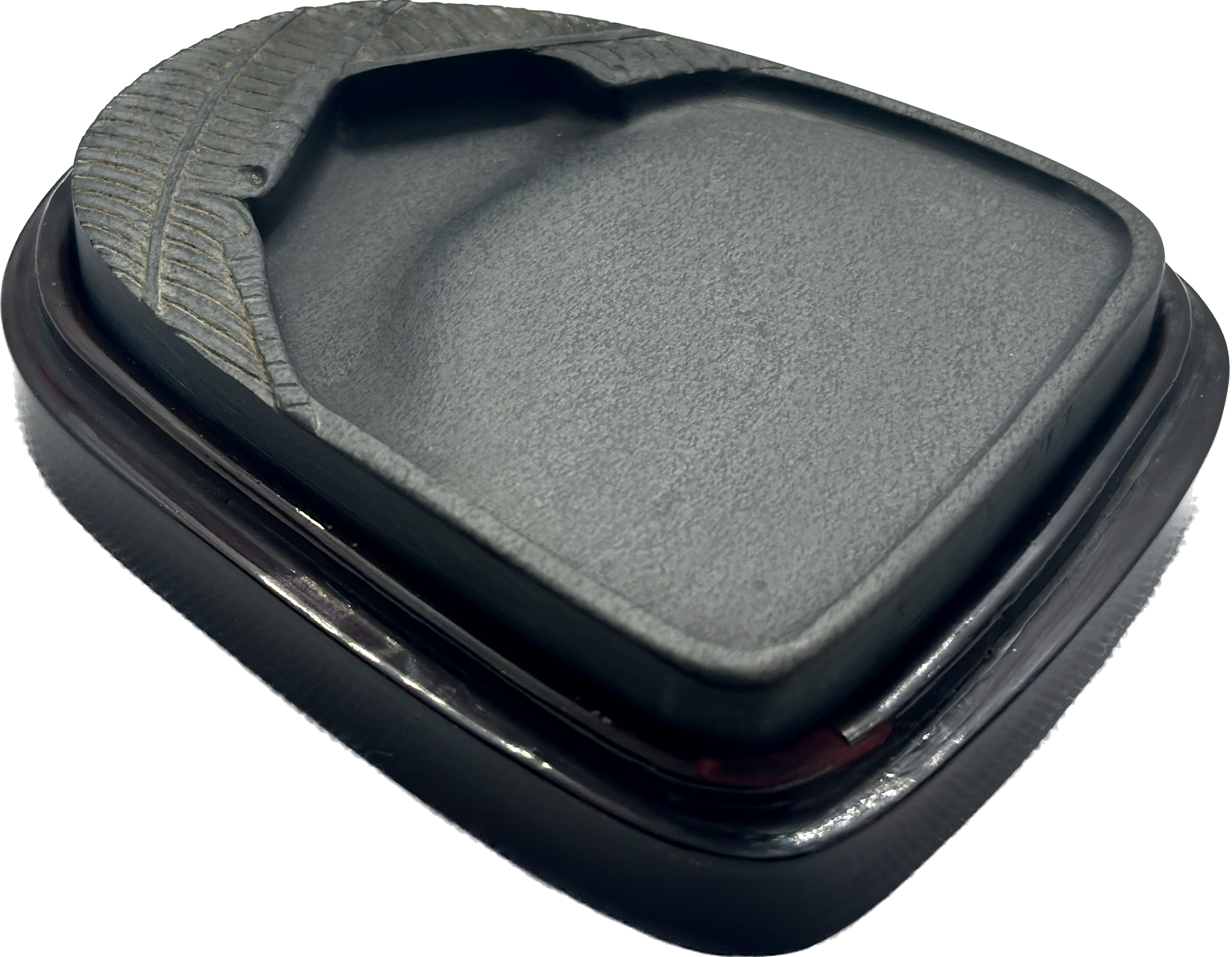
中国 安徽省 歙州硯魚子
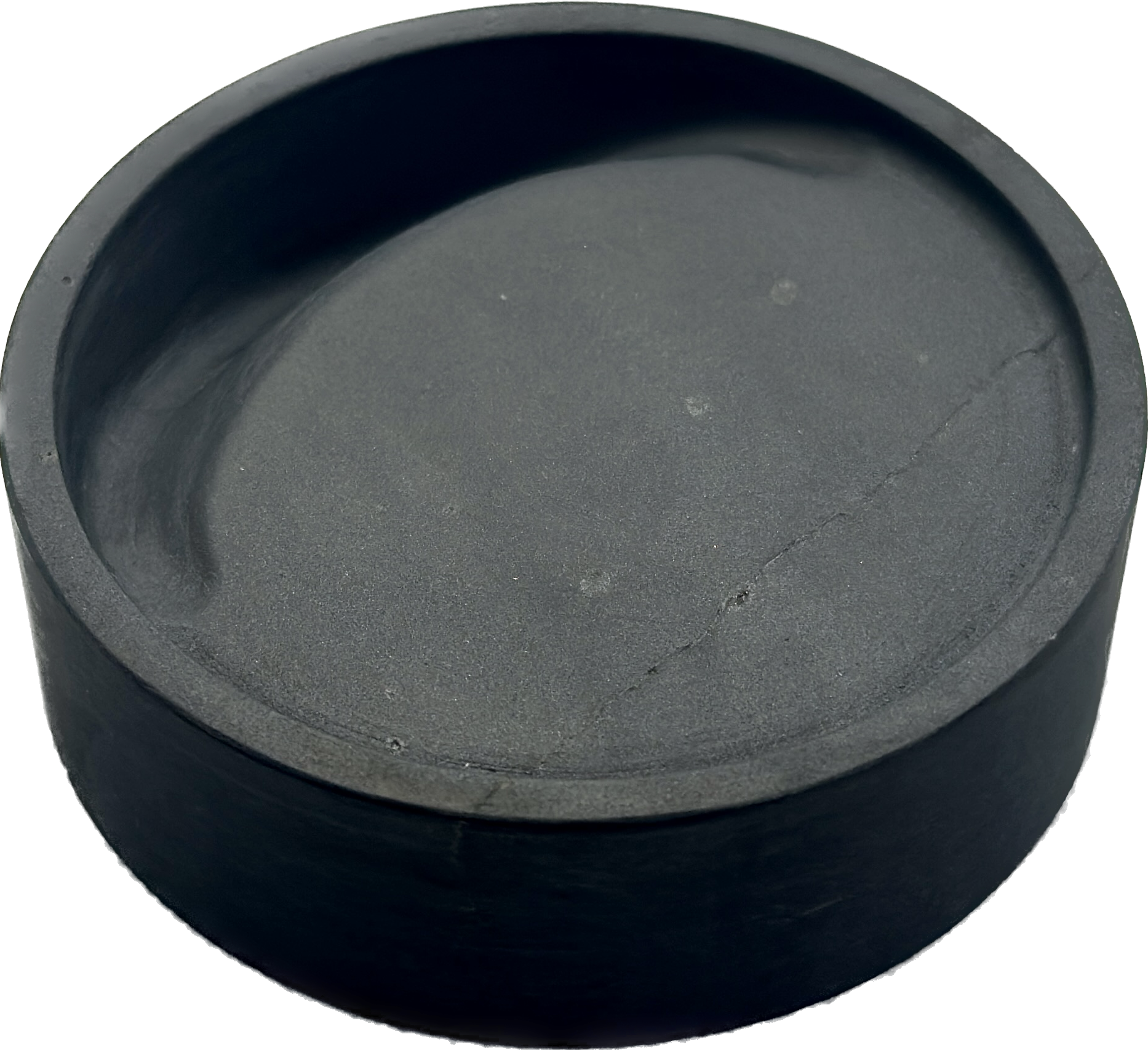
中国 安徽省 歙州硯金星

#### 洮河緑石硯
北宋中期の洮河（現在の甘粛省チョネ県）の深底から採石された。端渓硯を超える名硯とされるが、河の氾濫により採石場所が不明となったため、短期間で途絶えた。現存するものは極めて貴重であり、入手はほぼ不可能である。現在販売されている端渓緑石、新洮河緑石などは全くの別物。

#### 澄泥硯
澄泥硯については石を原料としたとする自然石説と、泥を焼成したとする焼成硯説が存在する。清代初期頃まで作られていたとする焼成硯については、「当時の技術では焼成澄泥硯を作るための高温を出せる窯は作れなかった」として疑問が呈される場合もある。当時の製法ではこの高温が不可能であったため、焼成澄泥硯の製法書とするものにはあたかも魔術のような荒唐無稽な製造方法が述べられている。このように製法については現代でも解明されていない部分がある。
うるおいを含んだ素朴さを感じさせる硯で石硯の比ではないといわれている。澄泥硯の最上のものは鱔魚黄澄泥（せんぎょこうちょうでい、鱔魚を思わせるベージュ・くすんだ黄色）で、その次は緑豆砂澄泥（りょくとうしゃちょうでい、緑豆を思わせる緑色・黒または青まじり）である。澄泥硯の代表種のひとつ「蝦頭紅」と呼ばれるものはその名の通り「海老を茹でるか焼いた時の海老頭の渋い赤色」である。それぞれに硯としての品質差があり、この品質差は見る者の感覚により変化する。

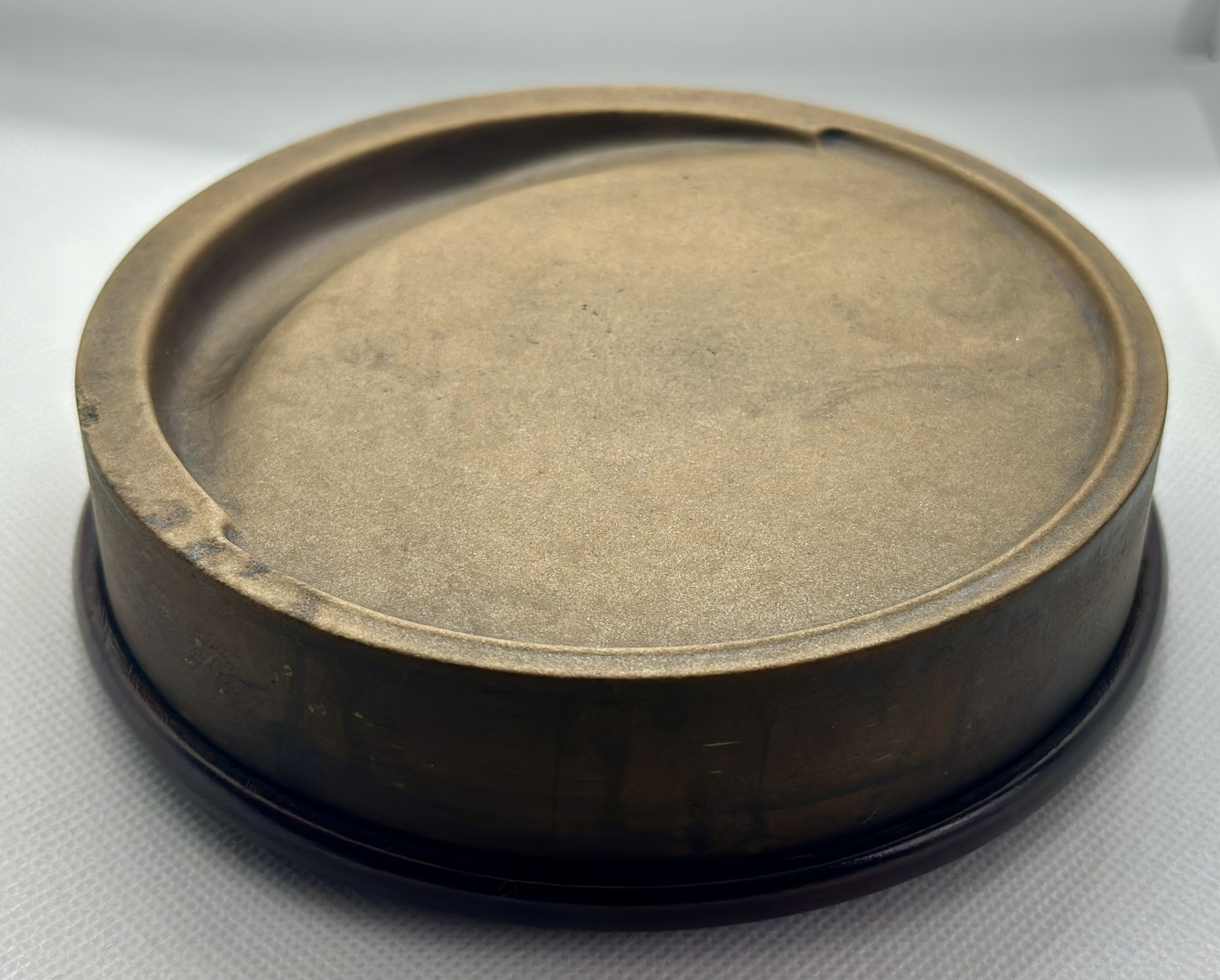
澄泥硯
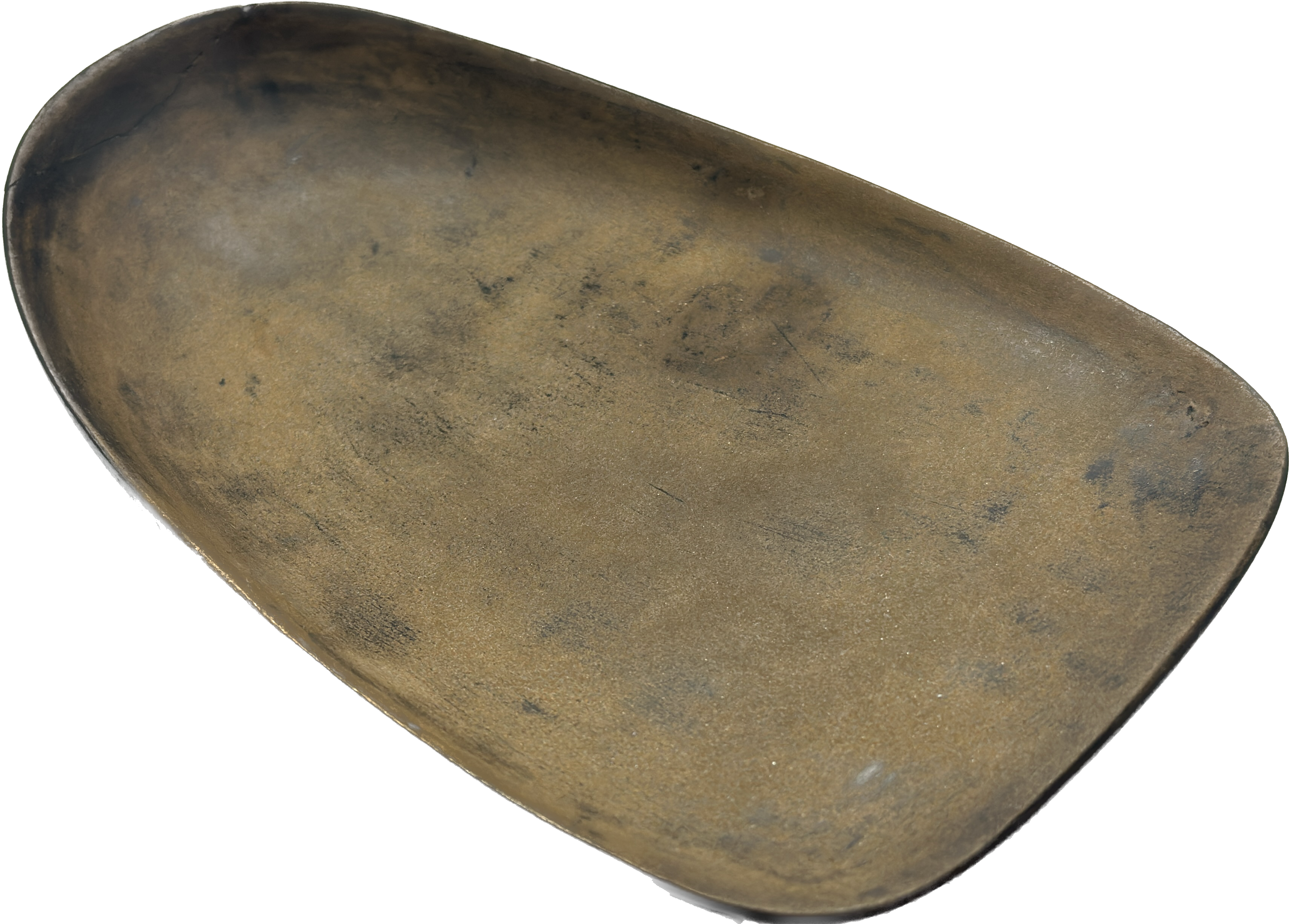
澄泥硯2
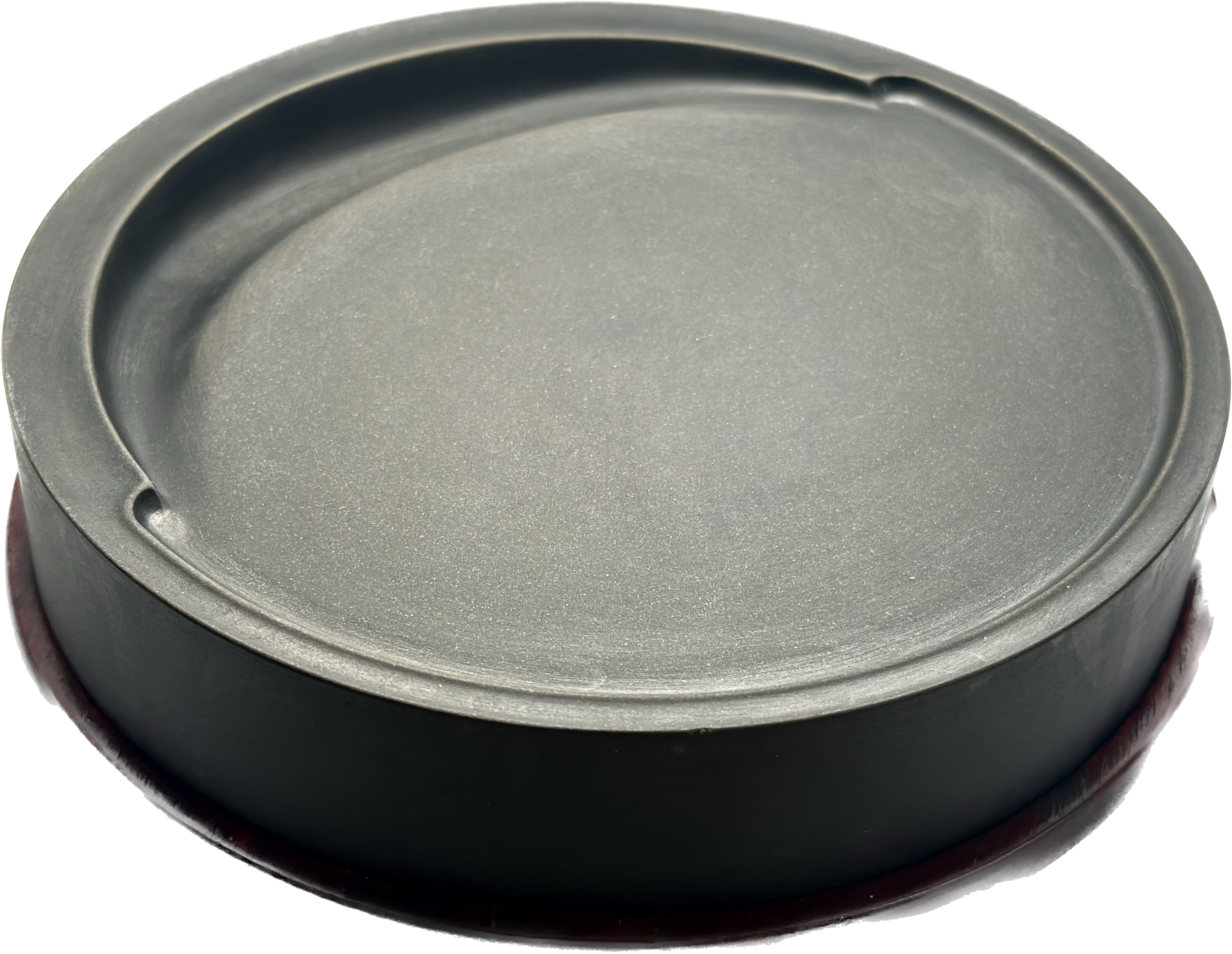
澄泥硯3

#### 松花江緑石硯
吉林省松花江上流域で採掘される。緑、黄色系の縞状の模様が特徴。清朝期に名品が多い。これは清朝が満州族によって建国されたため、父祖の地に近いところに良い硯石の産地はないかと調べた結果、吉林省で発見されたことに由来する。

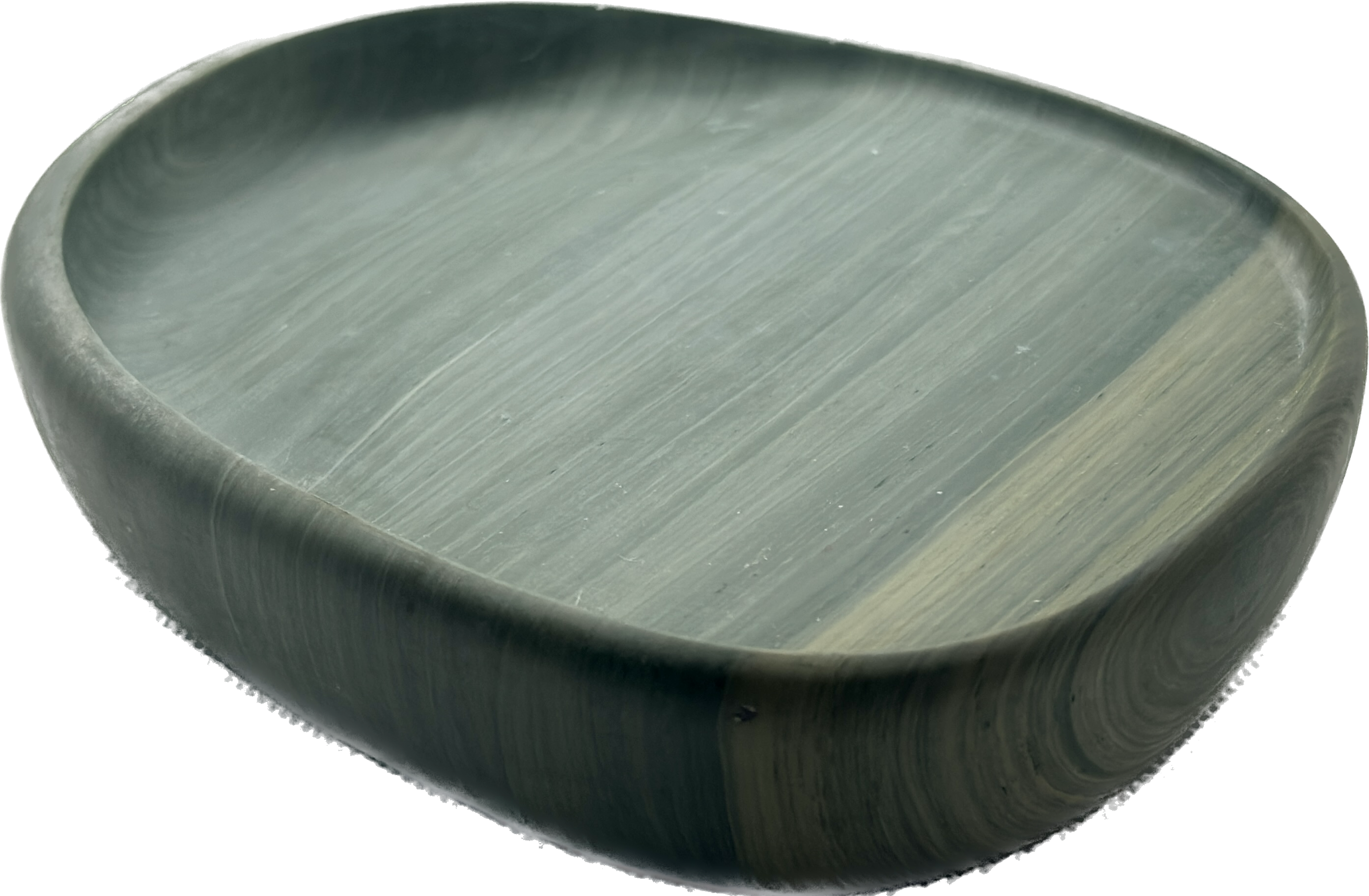
松花江緑石硯

#### 紅糸石硯
山東省青州の黒山にて発見された。黄褐色に紅色の糸状の模様が特徴。宋代頃に良質の原石が枯渇したため衰退し、現存するものは少ない。現在この名称で安価に販売されているものは「土瑪瑙石」という偽物の可能性がある。

## 和硯
和硯（わけん）は中国製の硯を唐硯（とうけん）と呼ぶ対比で日本の石を使って作られた硯のこと。 日本硯ともいう。
石硯は中国では紀元前200年ごろの秦の時代の墓より出土している。日本には推古天皇時代に墨がもたらされたと考えられており、このことから硯もあったと考えられている。日本で硯が作られるようになったのは『倭名類聚抄』（930年代）に"硯には石を第一とする"という記述があることなどから、奈良時代にはすでにあったとされる説があり、産地について触れられているものとしては、1191年に鶴岡八幡宮に源頼朝によって献納された風字硯は赤間硯だったと言われていること、それ以前に若田石硯や田野浦石硯はそれよりも古いとされていることから、1100年ごろから日本でも硯が作られていたのではないかとされている。
和硯の年産は1985年ごろでは推定で120万面となっている。

### 和硯材の産地
寛政7年（1795年）の『和漢研書』には「日本研材」として37の石が記されており、明治10年（1877年）の『文芸類纂』では同様に37の石が記されているが同一ではない。昭和60年（1985年）に著された石川二男による『和硯のすすめ』には主要な26の産地と石が挙げられているほか、その当時ですでに手に入らないものを含めた日本各地の主要な硯材と産地が挙げられており、100以上に上る。同時期の名倉鳳山による『日本の硯』では日本の硯材は同じ材の重複や質などの点を考慮すると約20種となっている。

### 各産地と名称

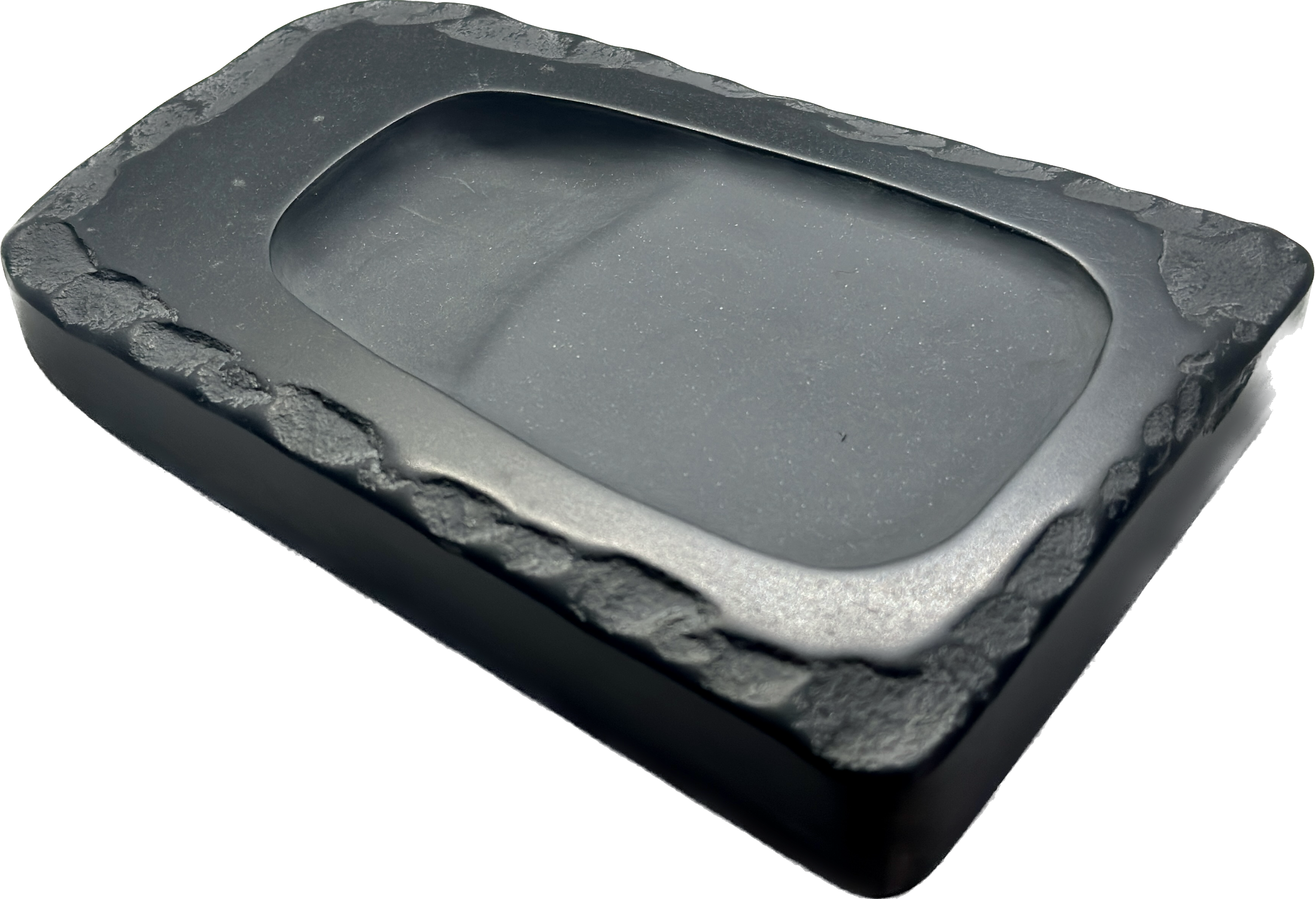
長崎 対馬 若田石硯

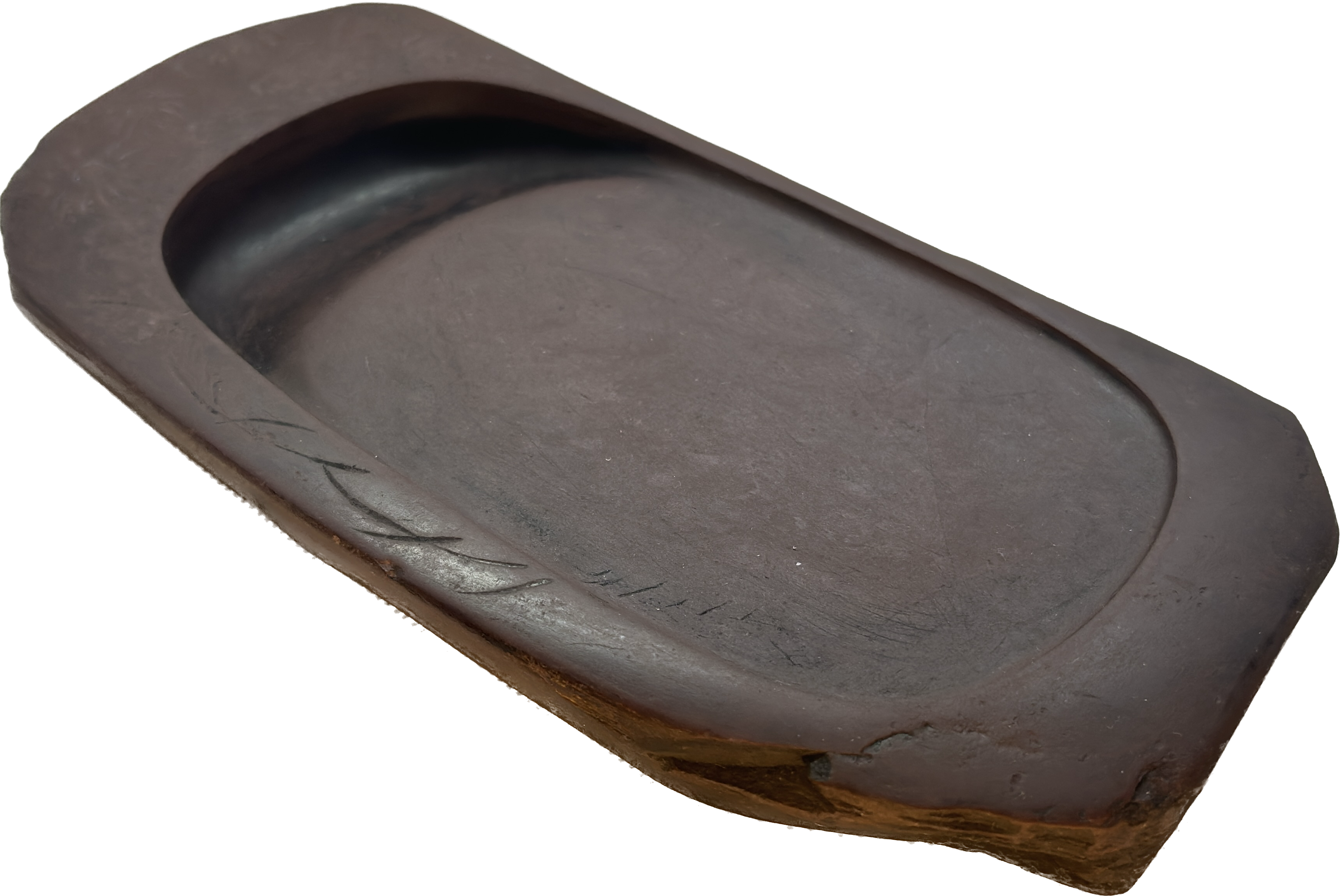
宮崎 紅渓石硯

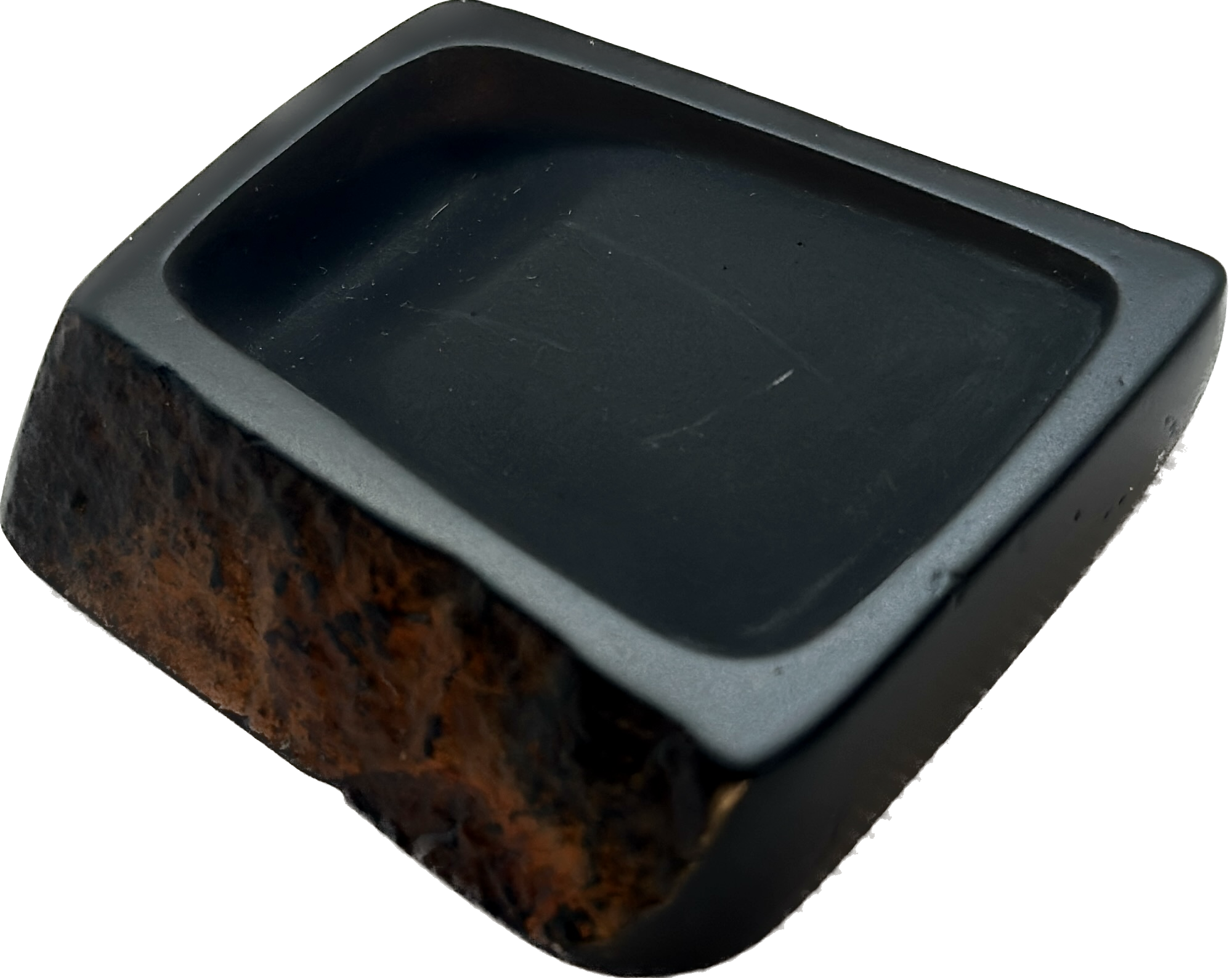
鹿児島県 屋久島硯

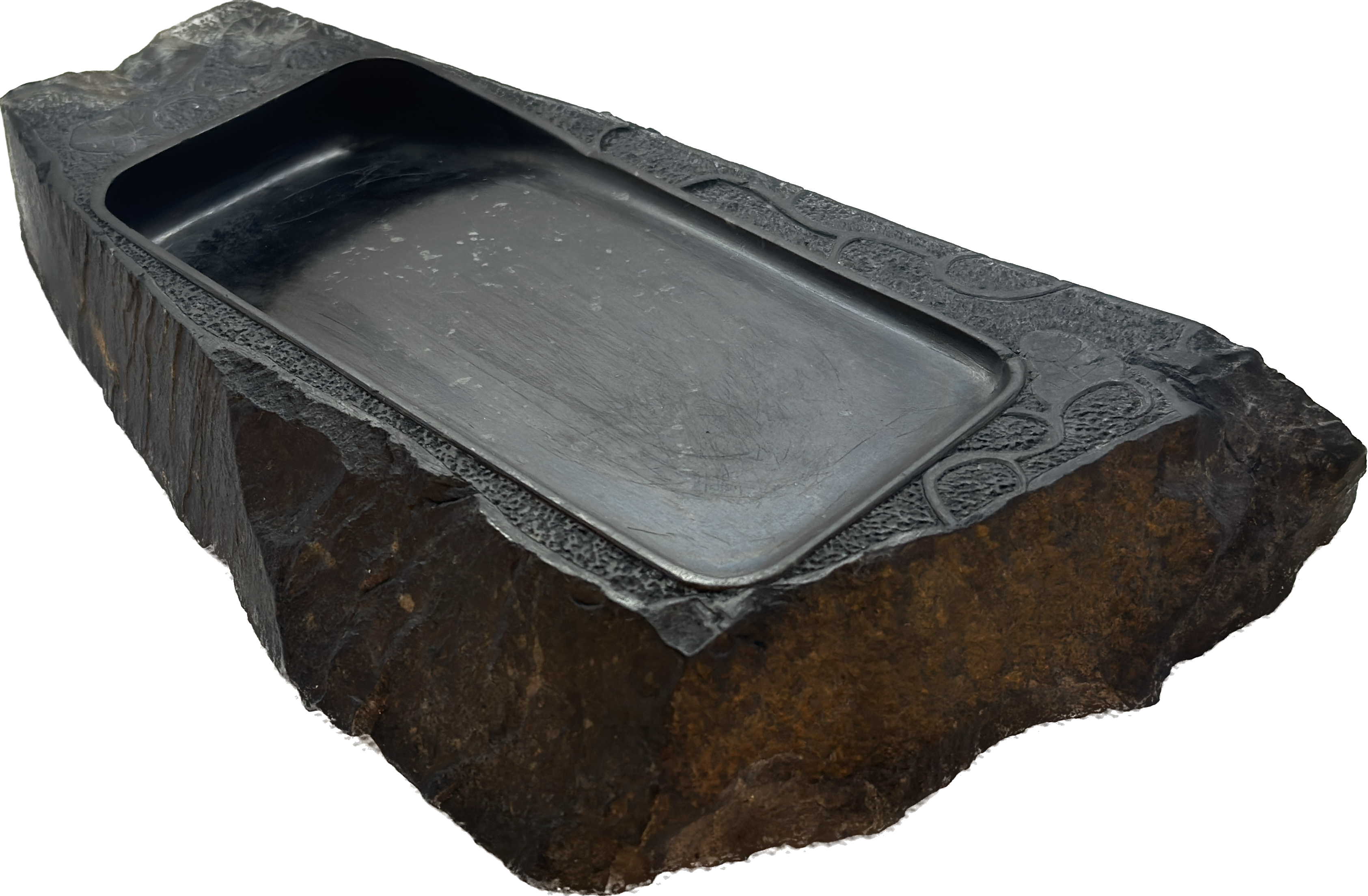
鹿児島 冷泉石硯

- 紫雲石硯 - 岩手：正法寺石、三井石、夏山石、荻生石、瑞井石、日向石、中倉石、猿沢石[18][19]

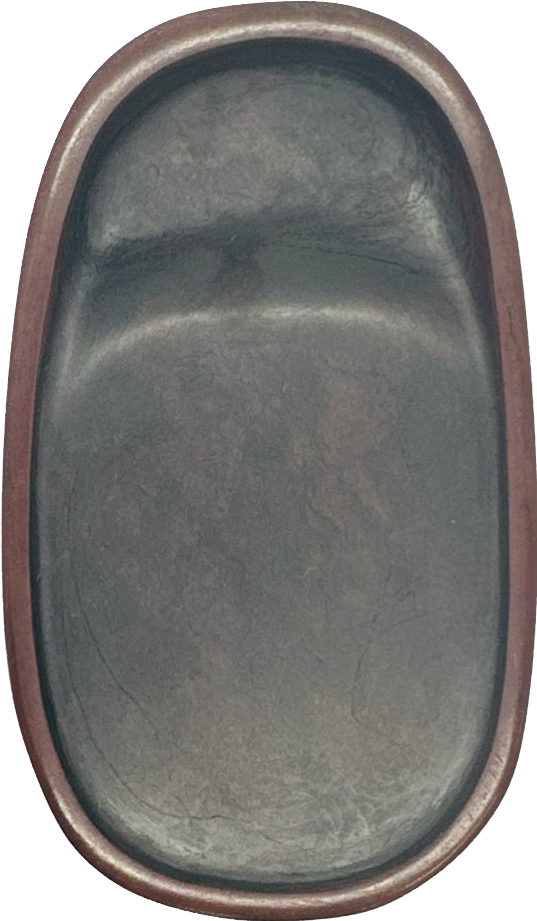
岩手県 紫雲石(表)
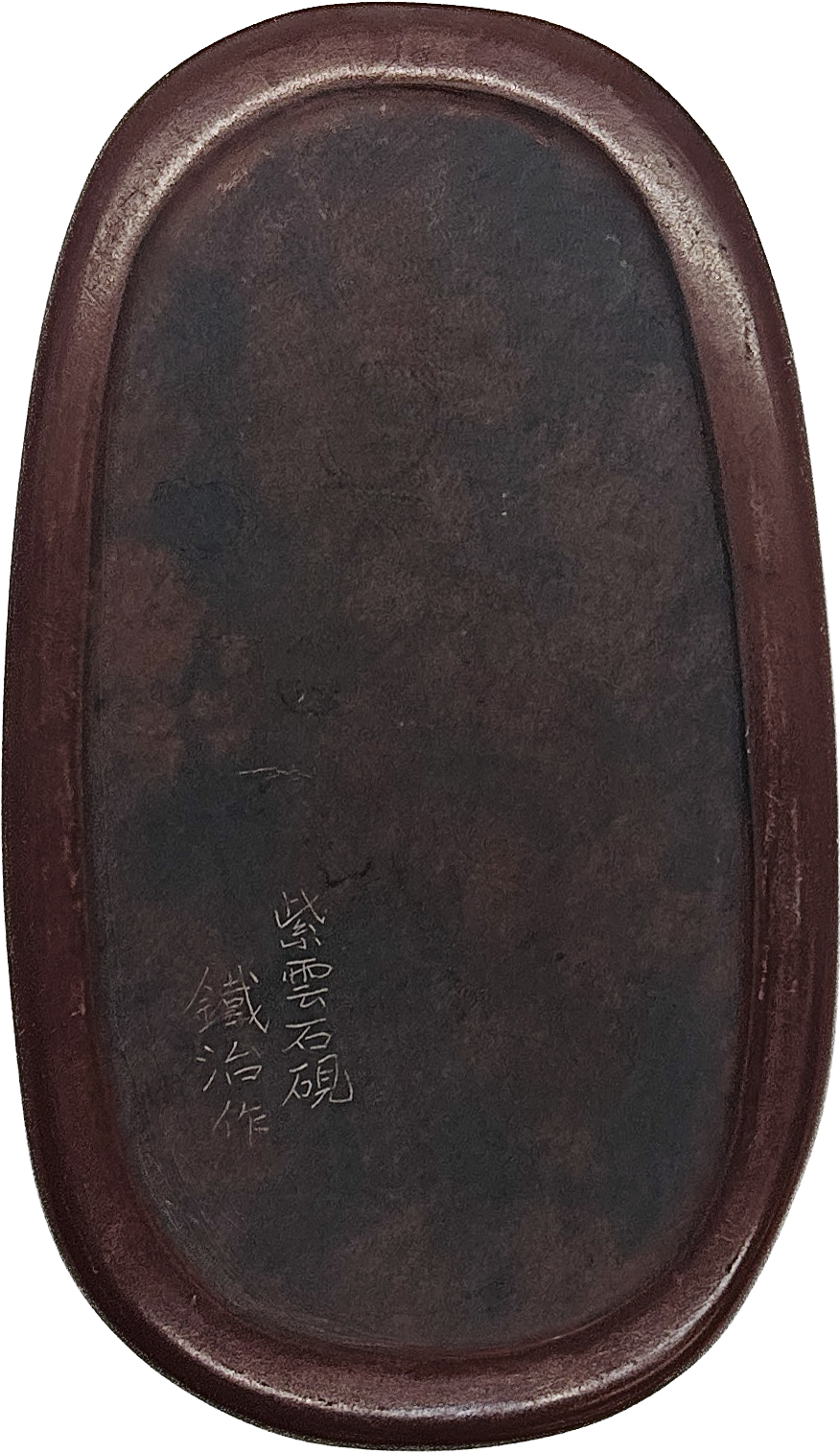
岩手県 紫雲石(裏)

- 雄勝硯 - 宮城：玄昌石、おかち石、御留山石、波板石、仙台石[20][21]

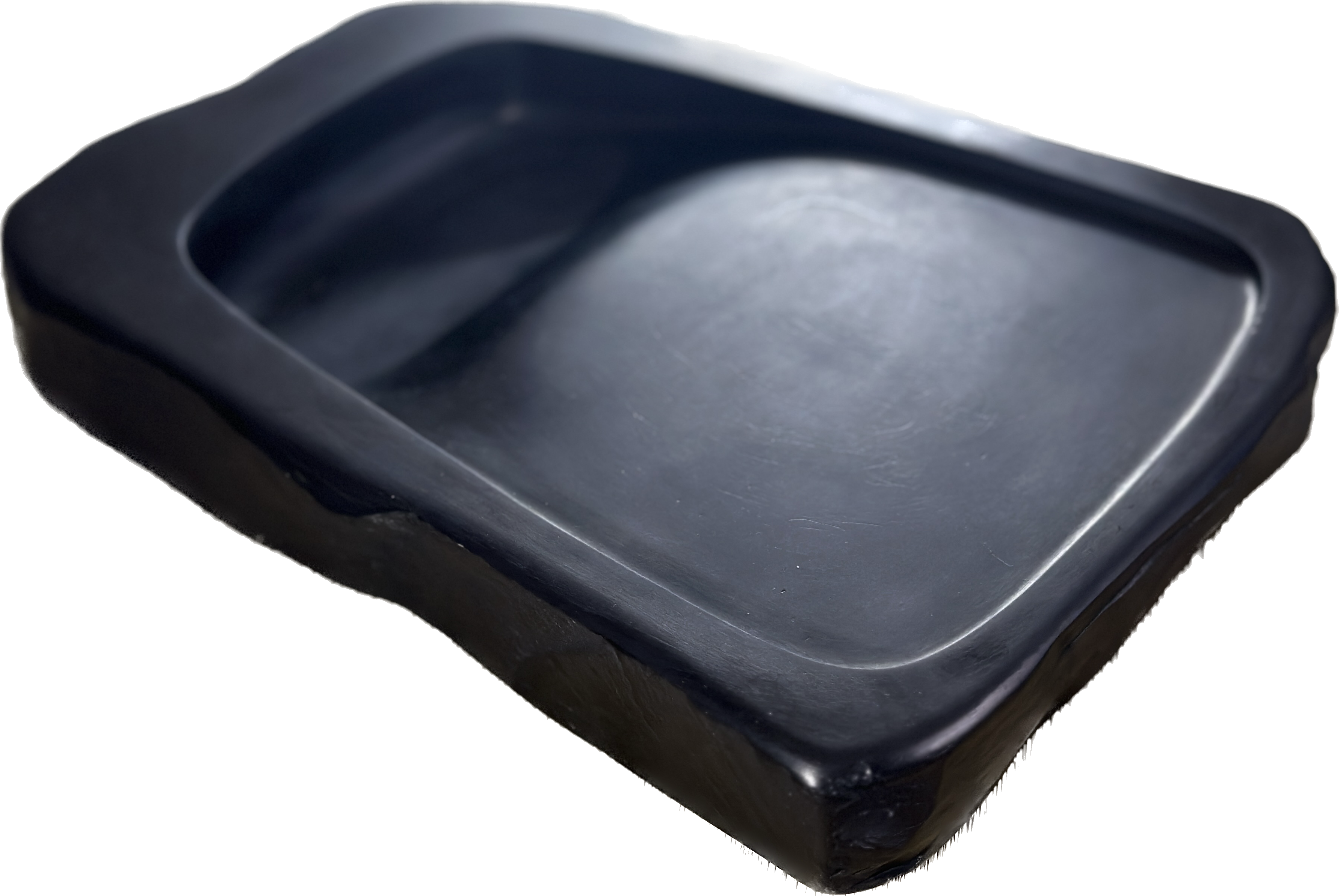
宮城 雄勝硯

- 小久慈硯、大子硯 - 水戸9代藩主徳川斉昭 国寿石 - 茨城 別名：国寿石、大子石[22][23]

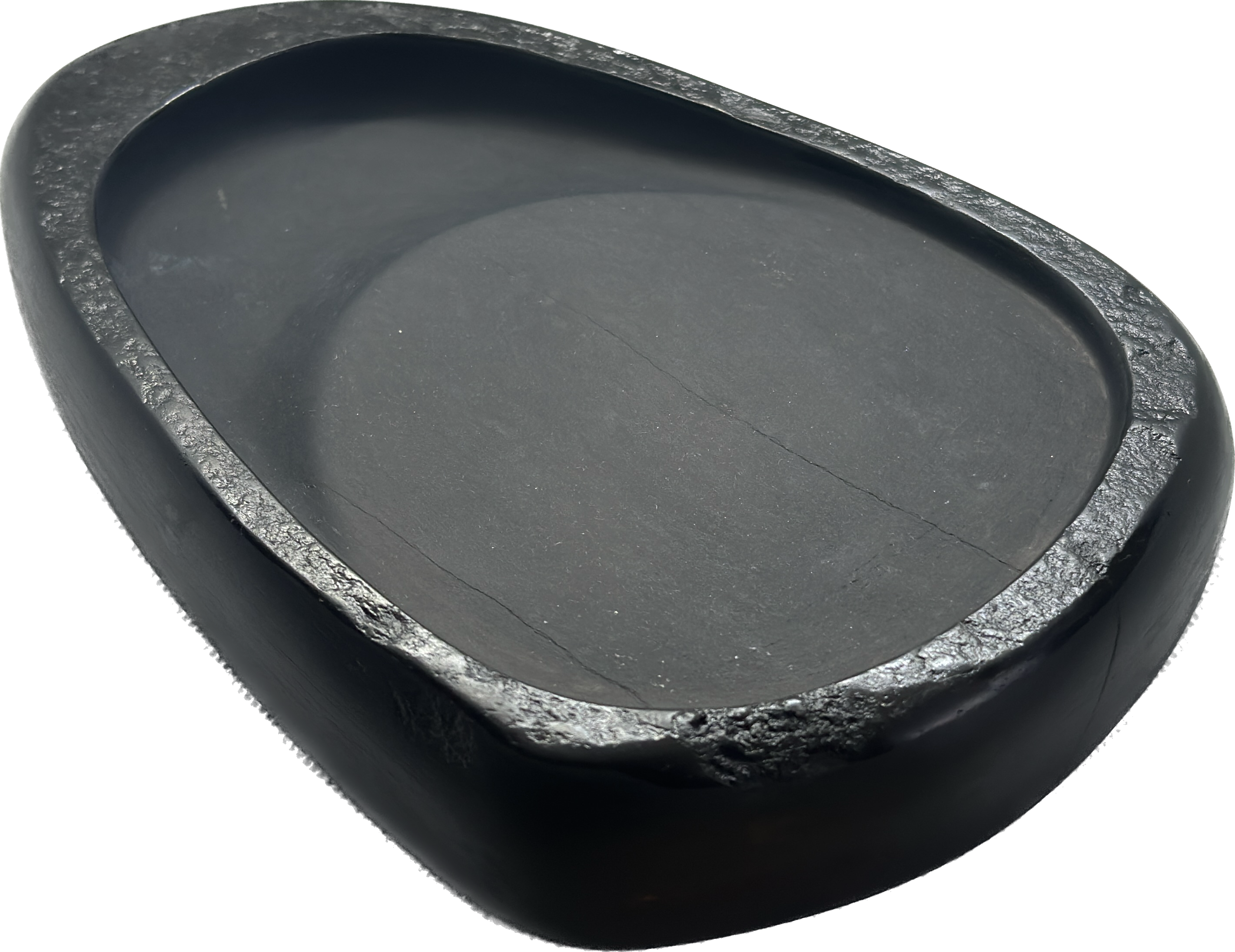
大子硯(小久慈硯)

- 雨畑硯 - 山梨県郷土伝統工芸品[24]

- 山梨 雨畑硯

- 村雨硯 - 長野

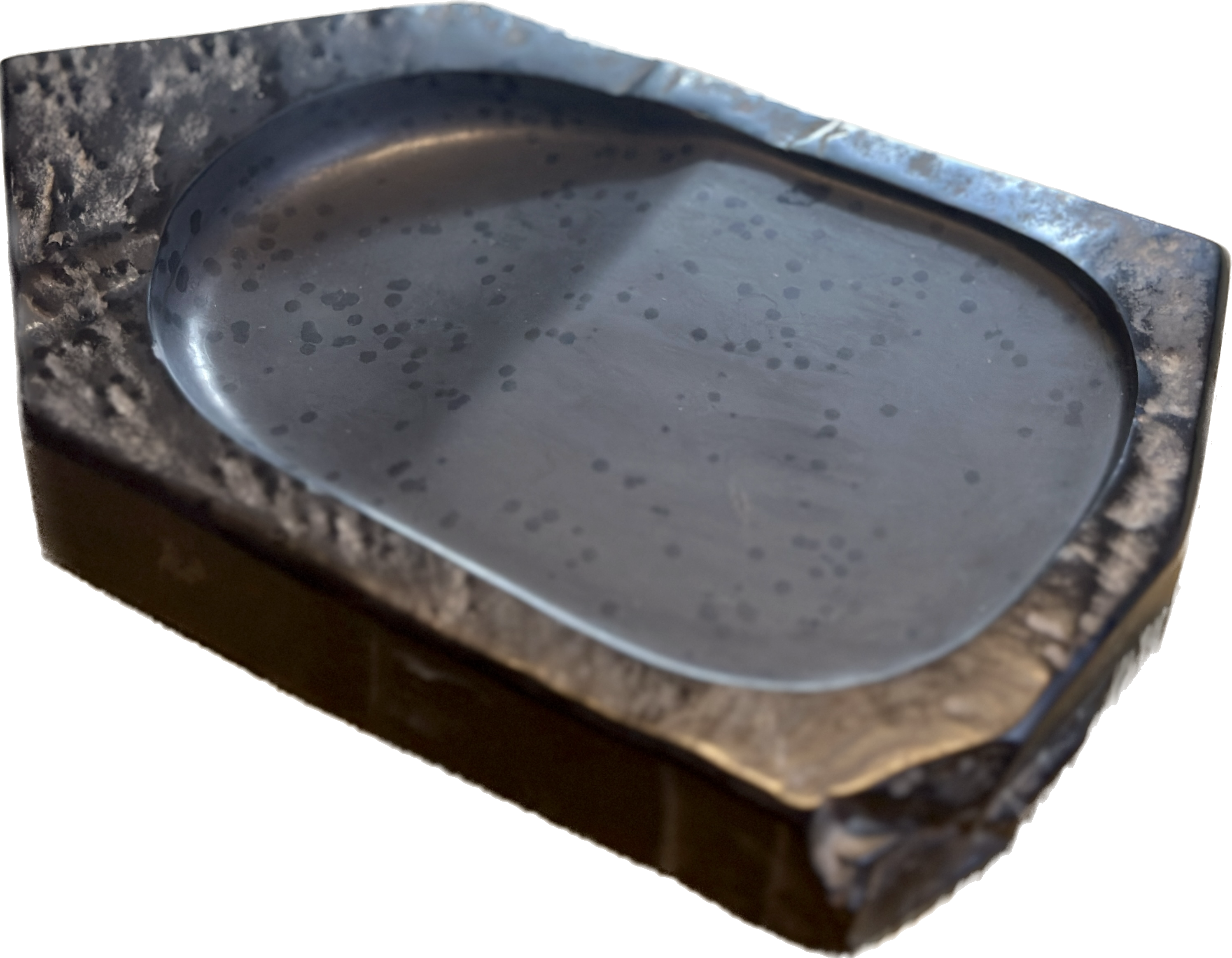
長野 村雨硯

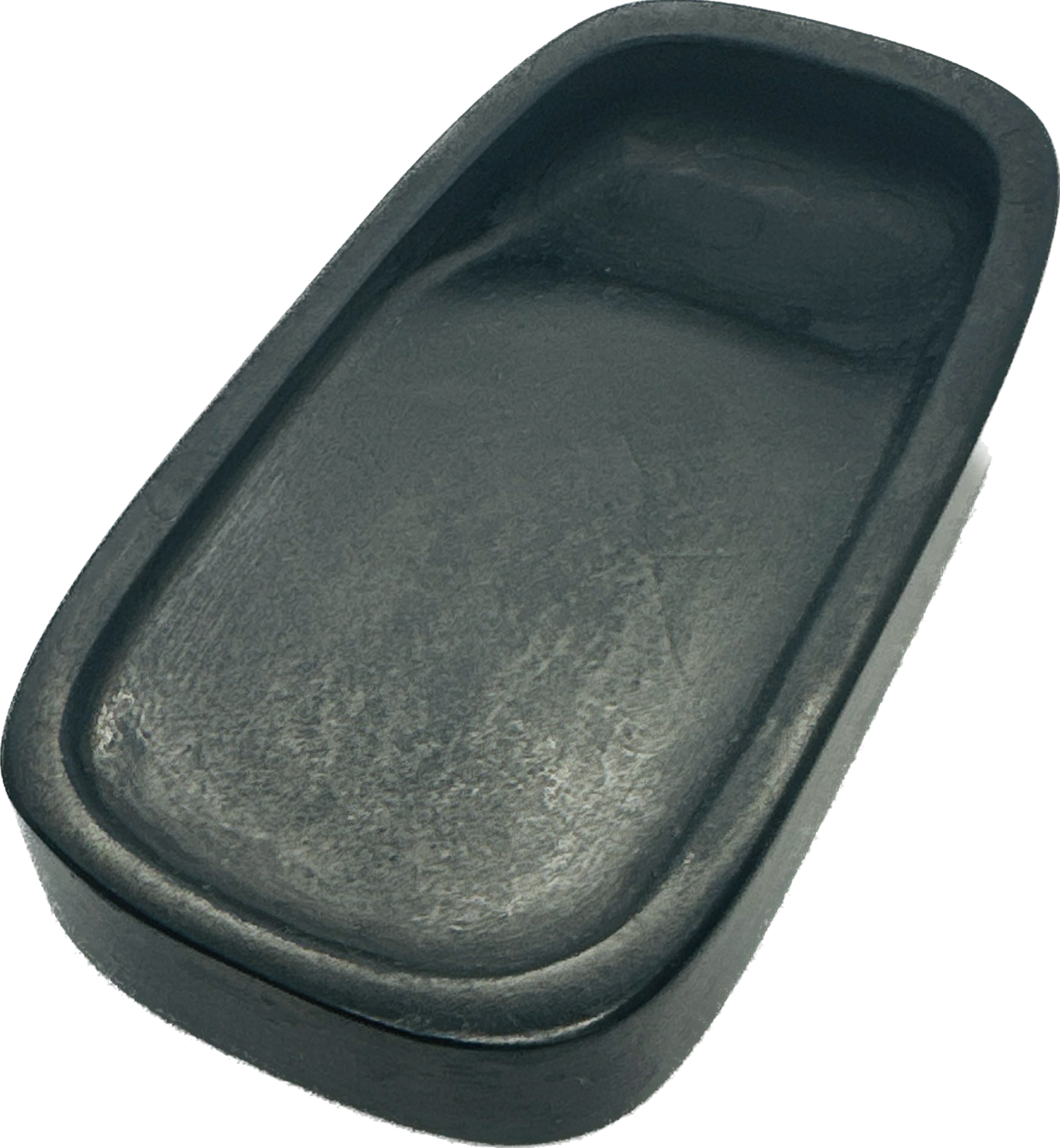
山梨 雨畑硯

- 龍渓硯 - 長野 高遠石、鍋墨石、竹ノ沢石、鍋倉山石、横川石、深沢石、天竜石、伊奈石

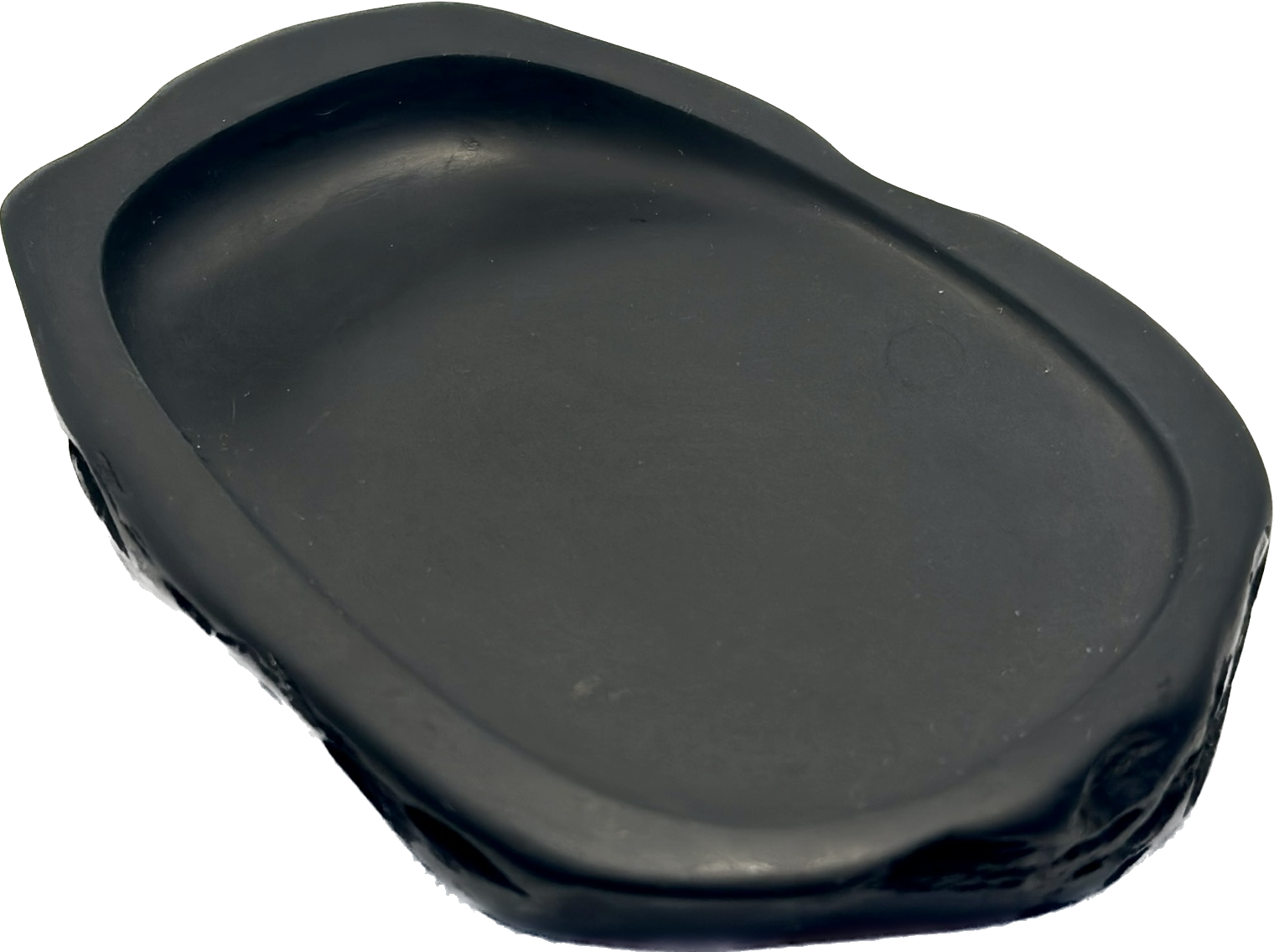
長野 龍渓硯

- 鳳来寺石硯 - 愛知 金鳳石、鳳鳴石、煙厳石

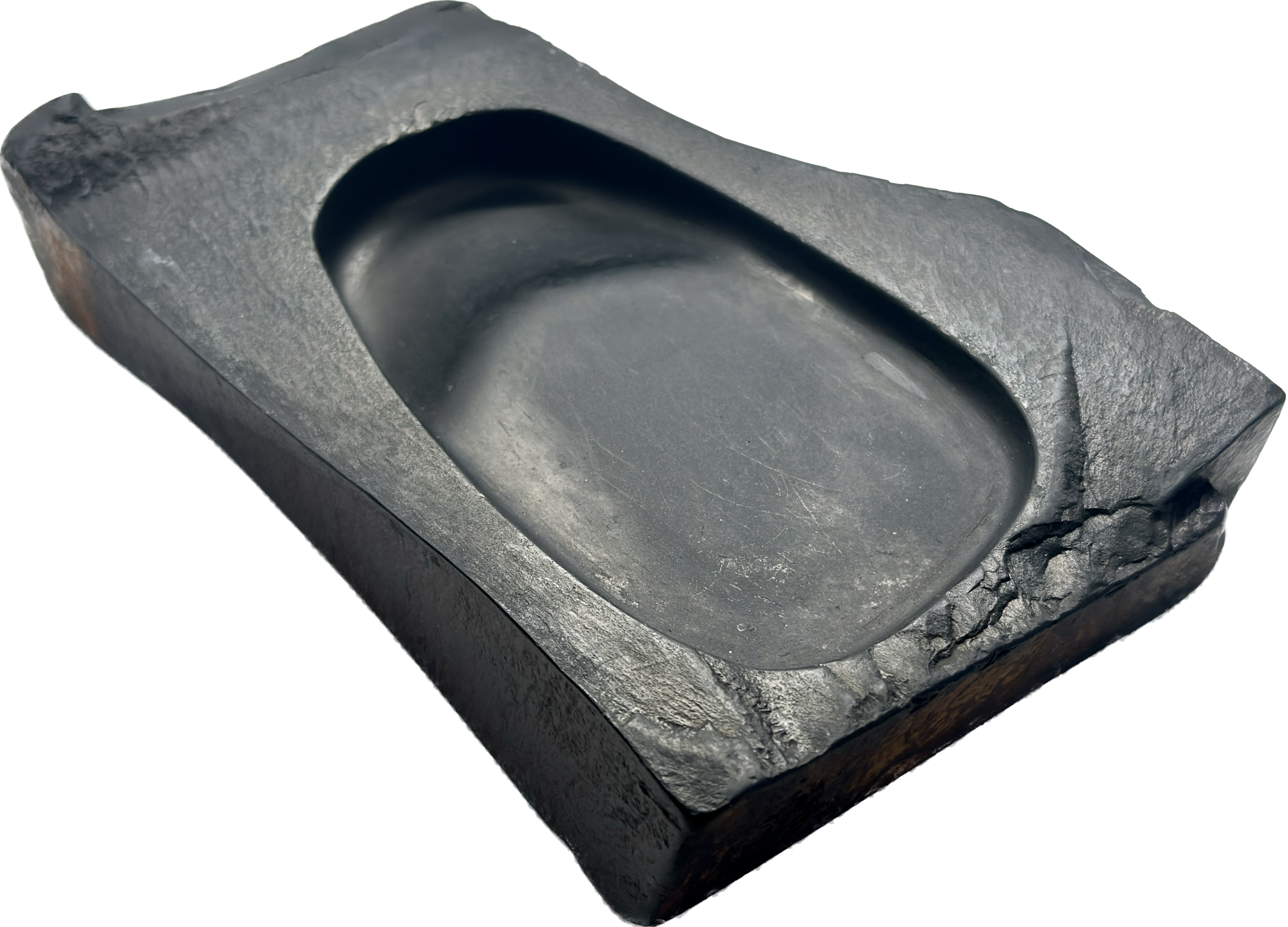
愛知 鳳来寺硯 金鳳石
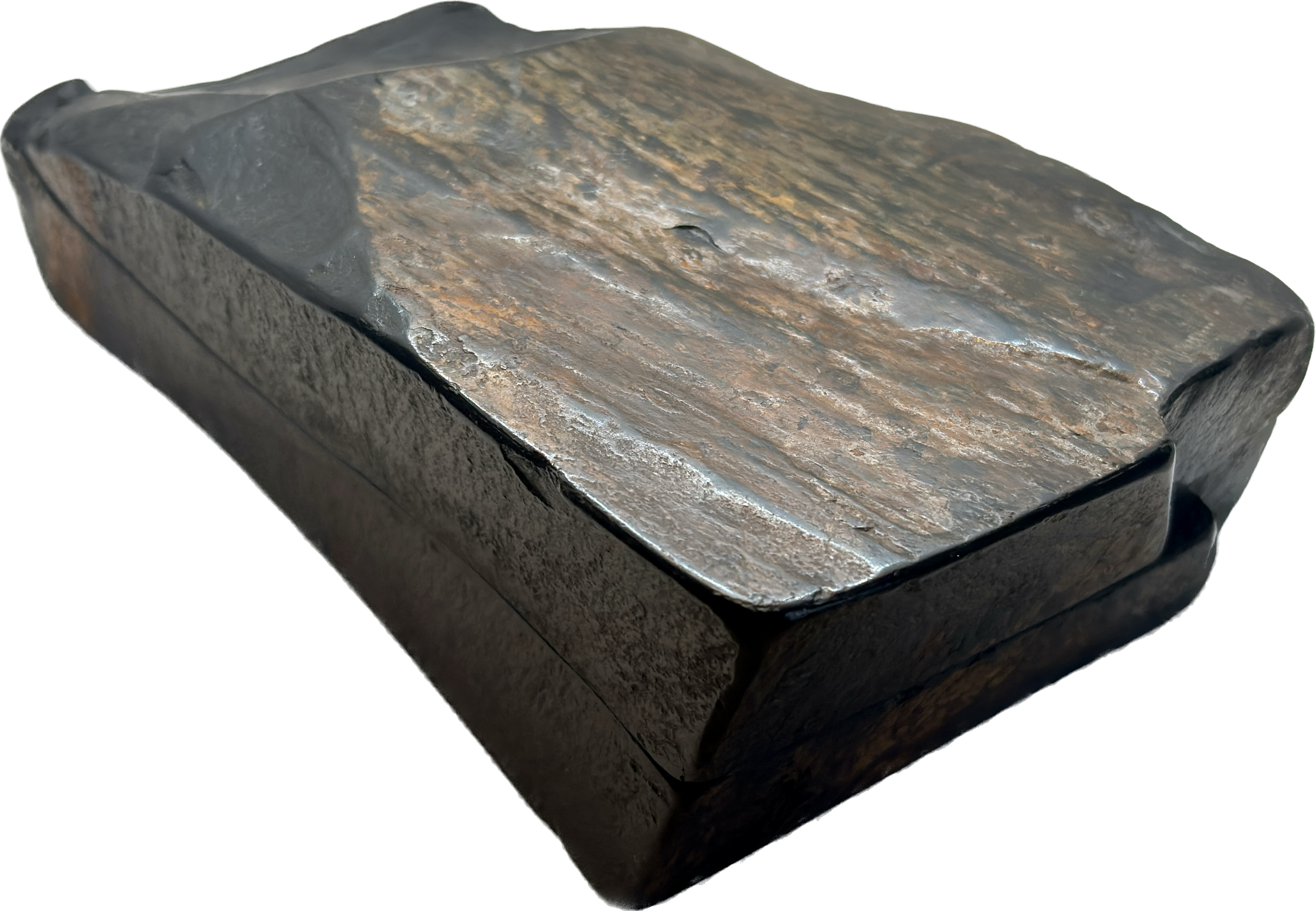
愛知 鳳来寺硯 金鳳石 蓋
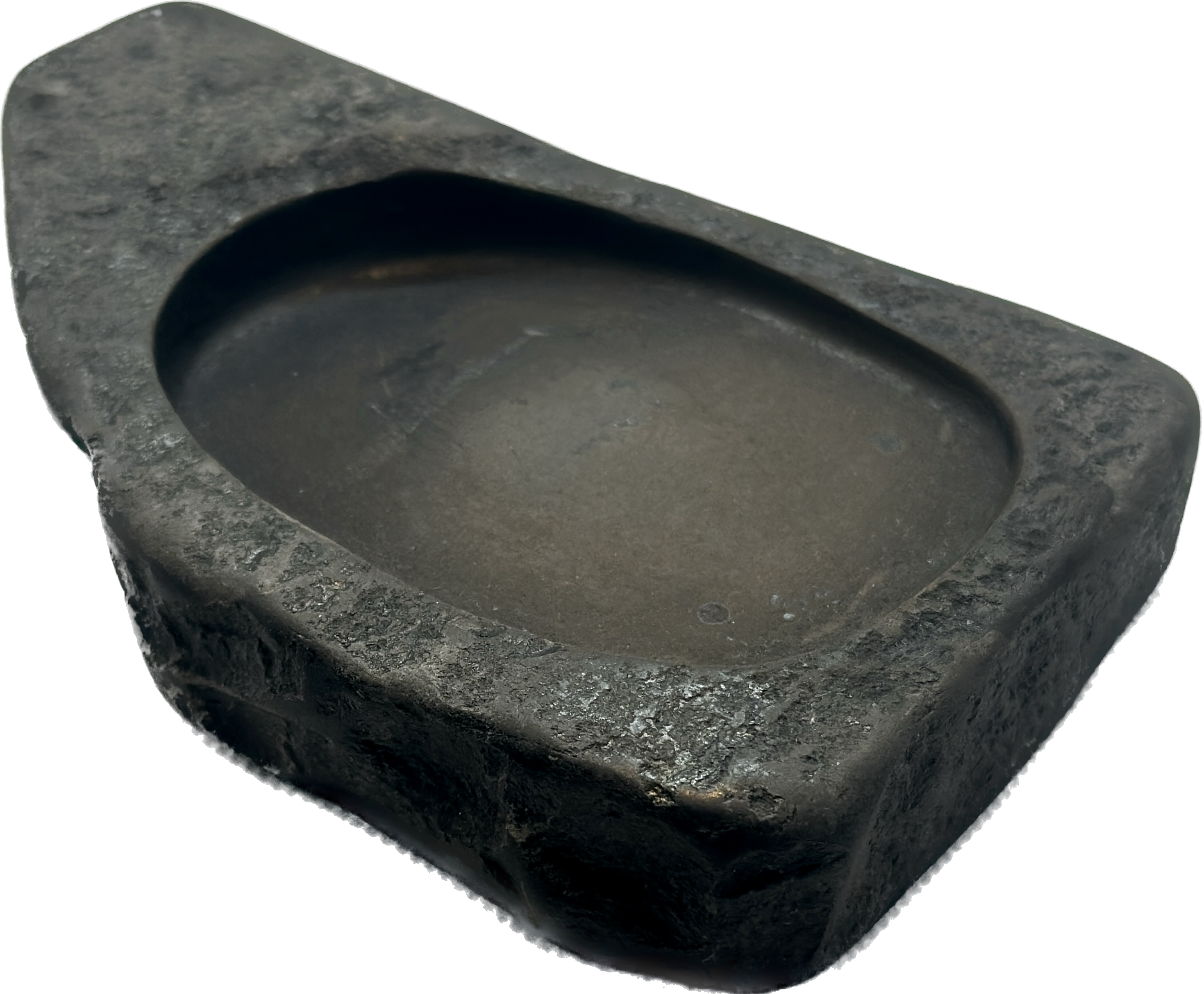
愛知 鳳来寺硯 鳳鳴石
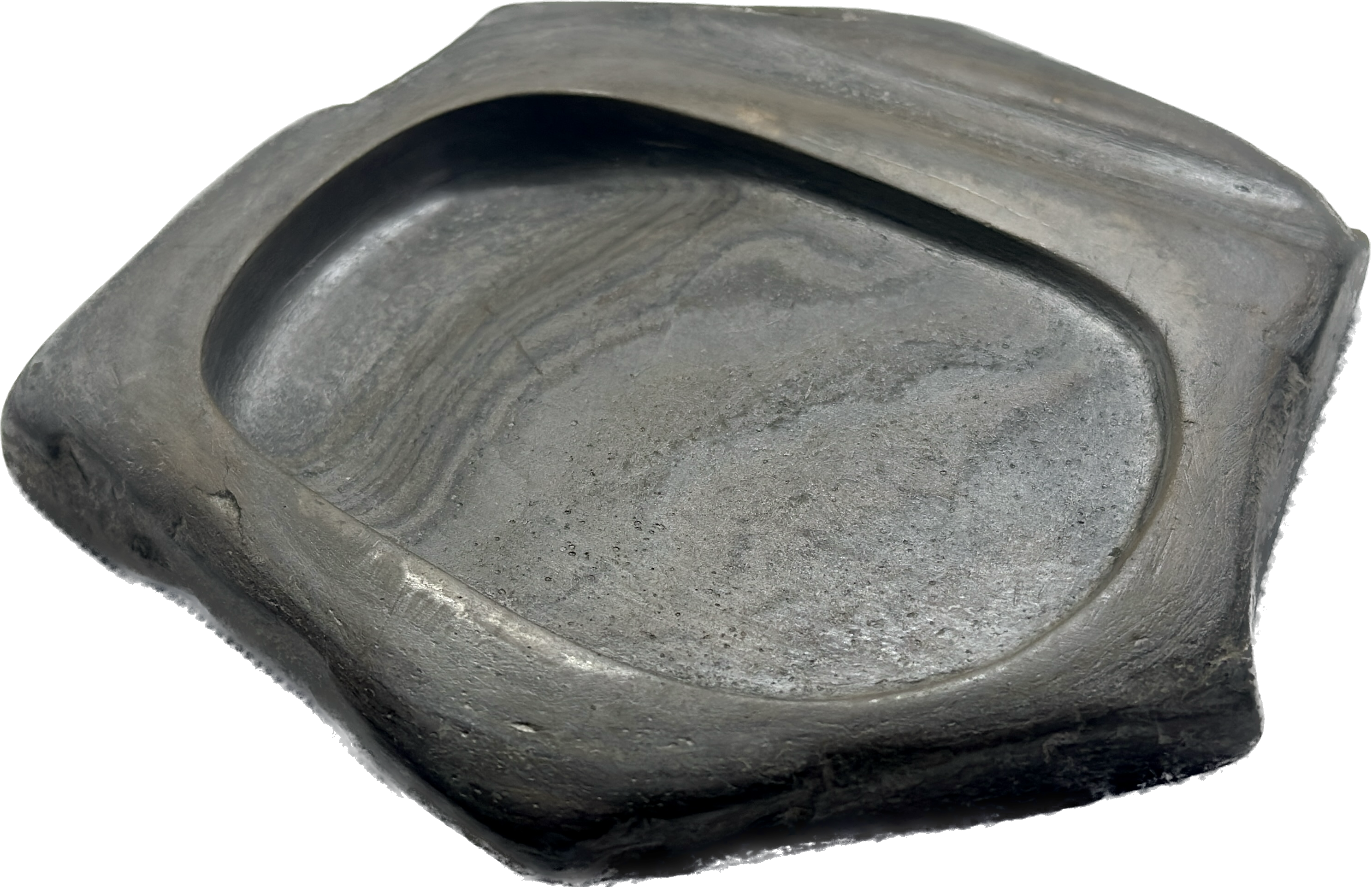
愛知 鳳来寺硯 煙巌石

- 虎斑石硯 - 滋賀 高島石、玄性石

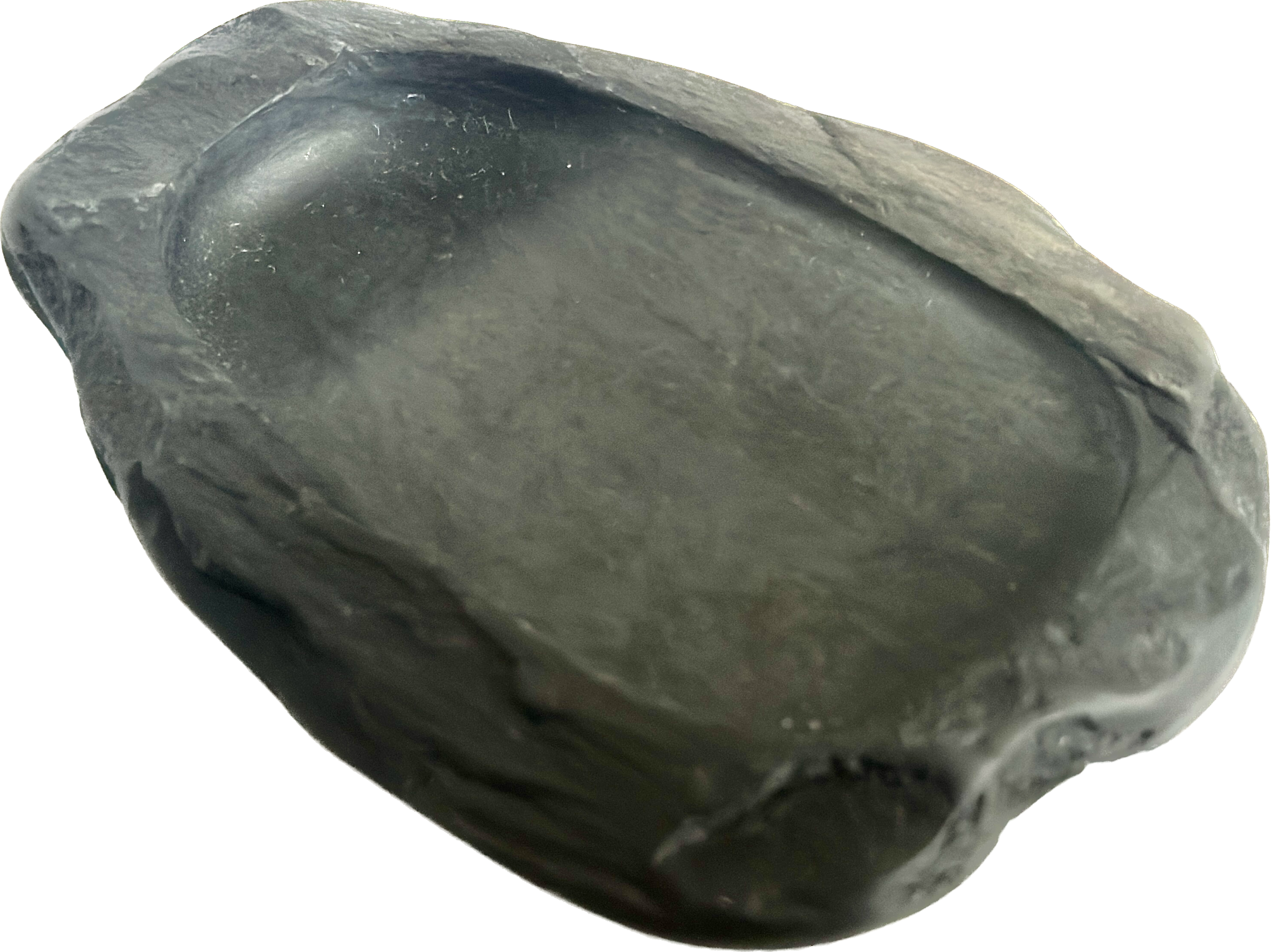
滋賀 高島虎斑石硯 (模様を出すため色合いを調整)

- 那智黒硯 - 和歌山

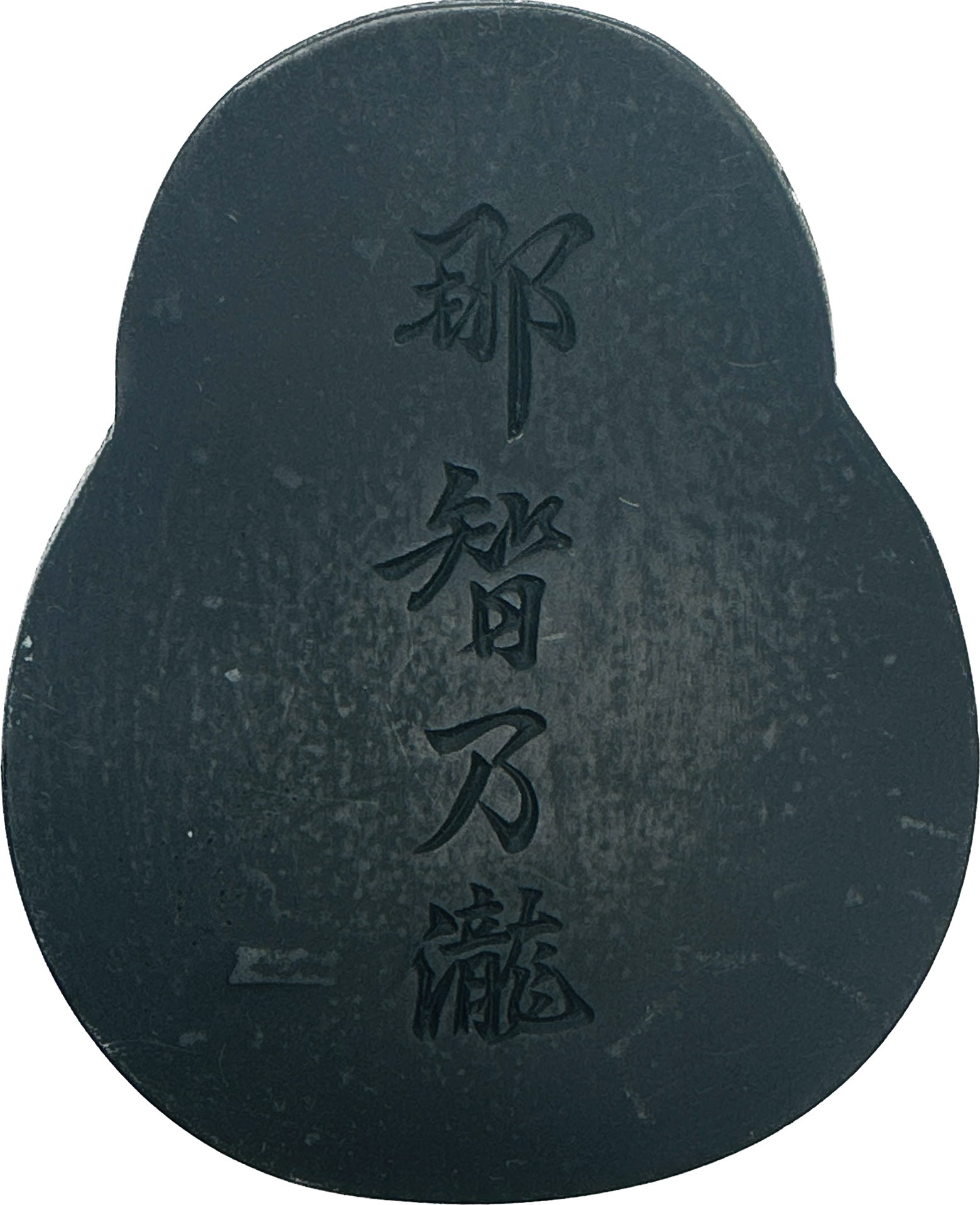
和歌山 那智黒硯(蓋裏)
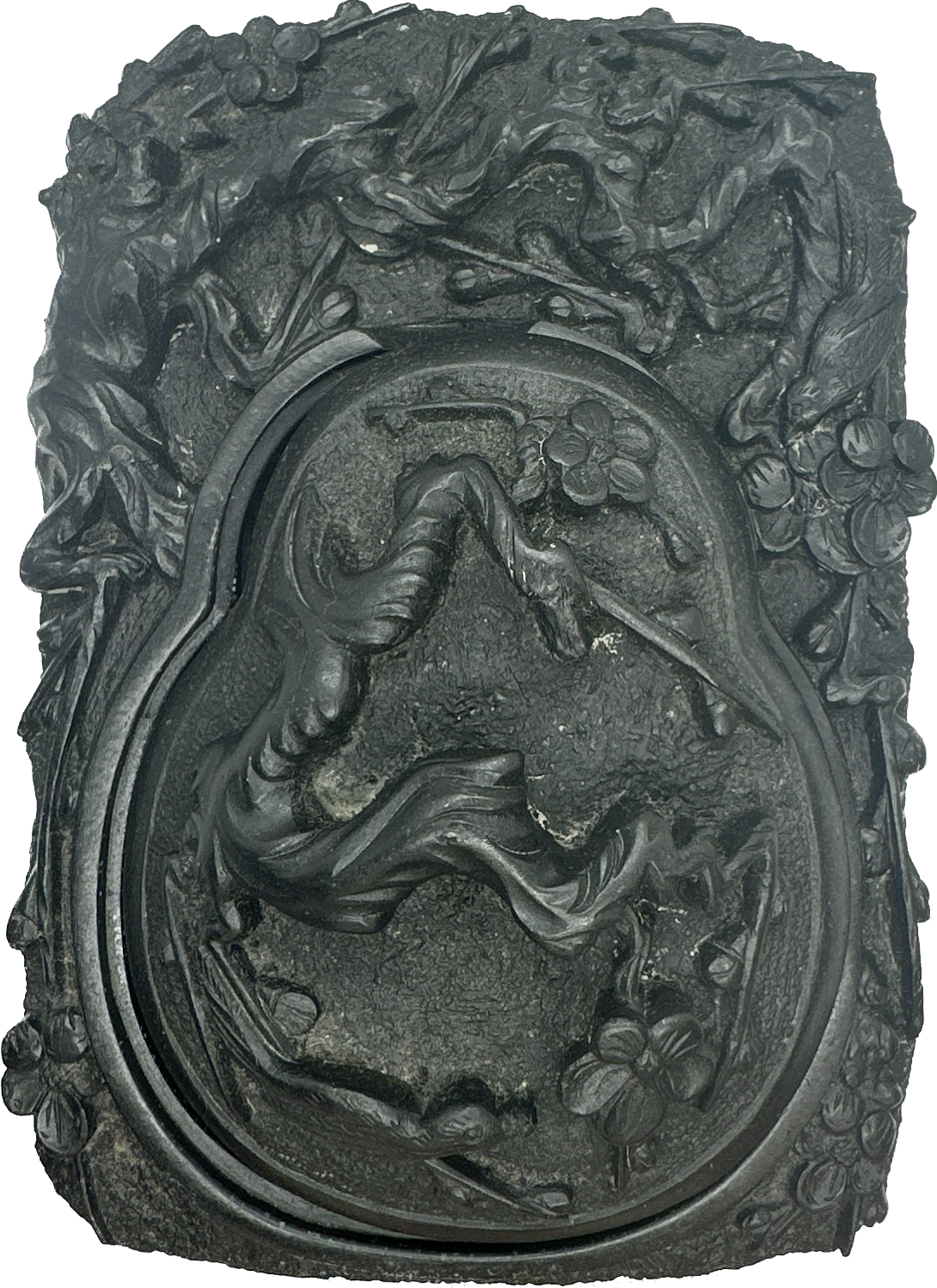
和歌山 那智黒硯(蓋をかぶせたところ)

- 高田硯 - 岡山

- 岡山 高田硯

- 諸鹿石 - 鳥取

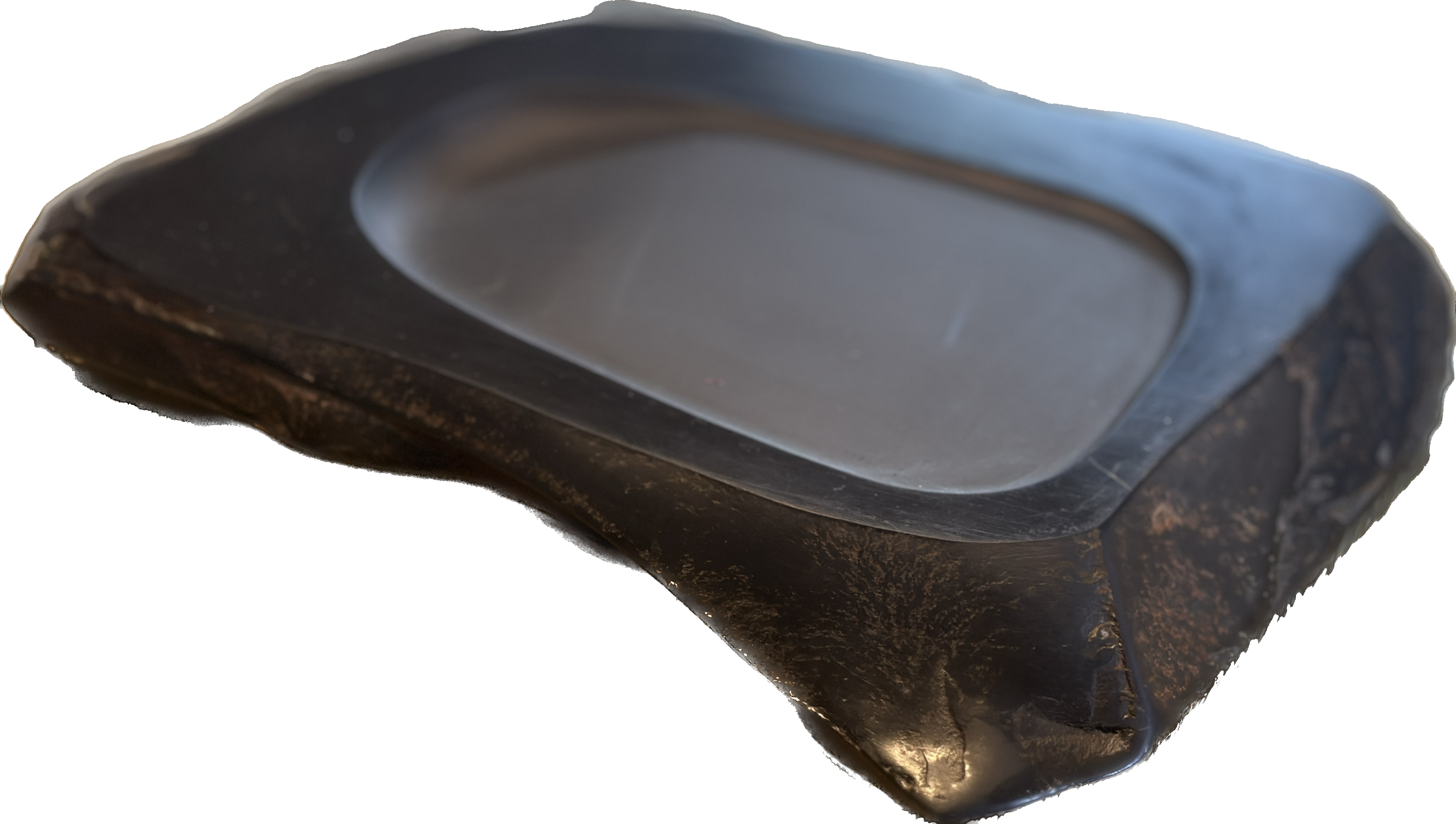
鳥取 諸鹿硯

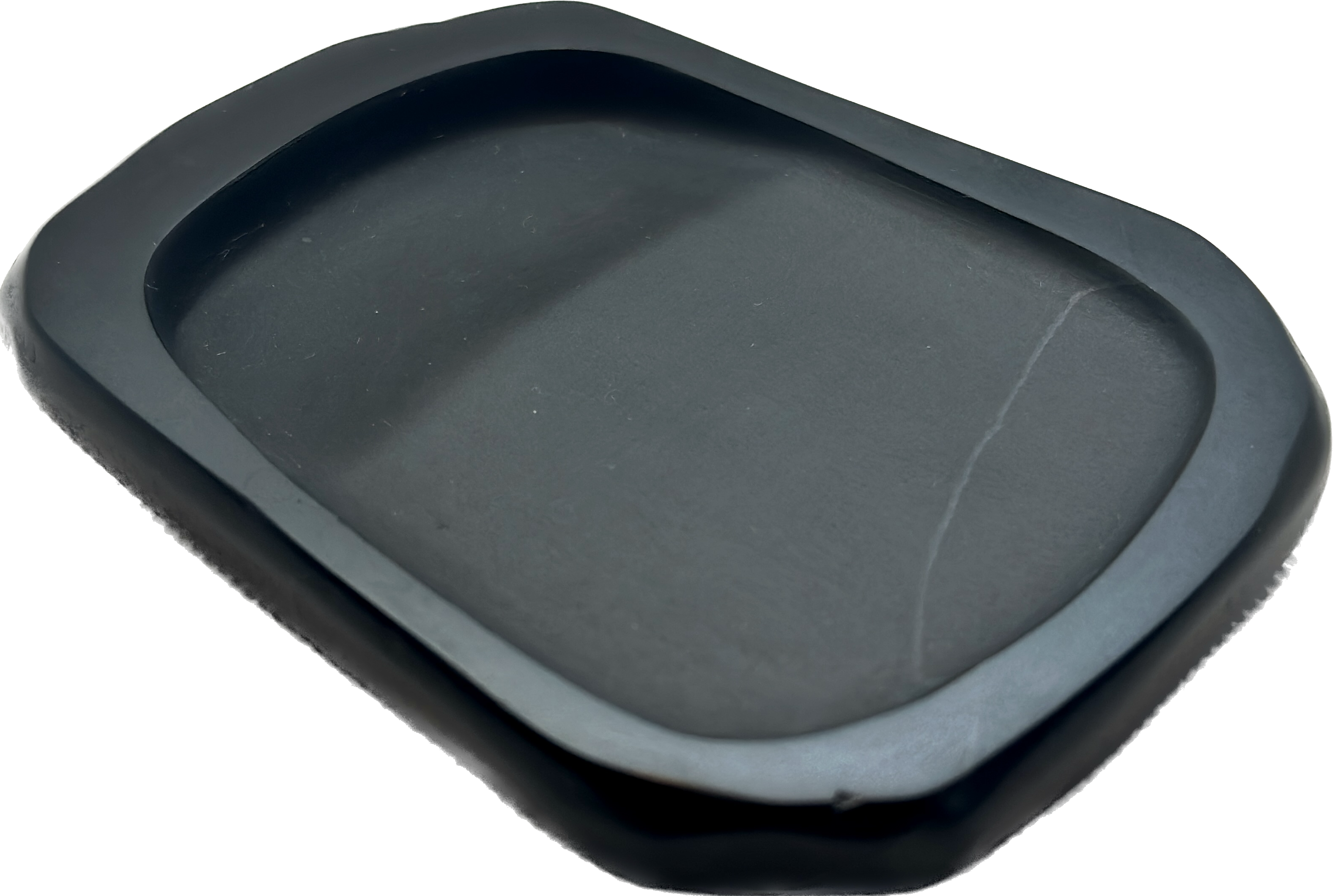
岡山 高田硯

- 赤間硯 - 山口 厳島神社平舞台の束石[25] 、回廊の支柱[26]

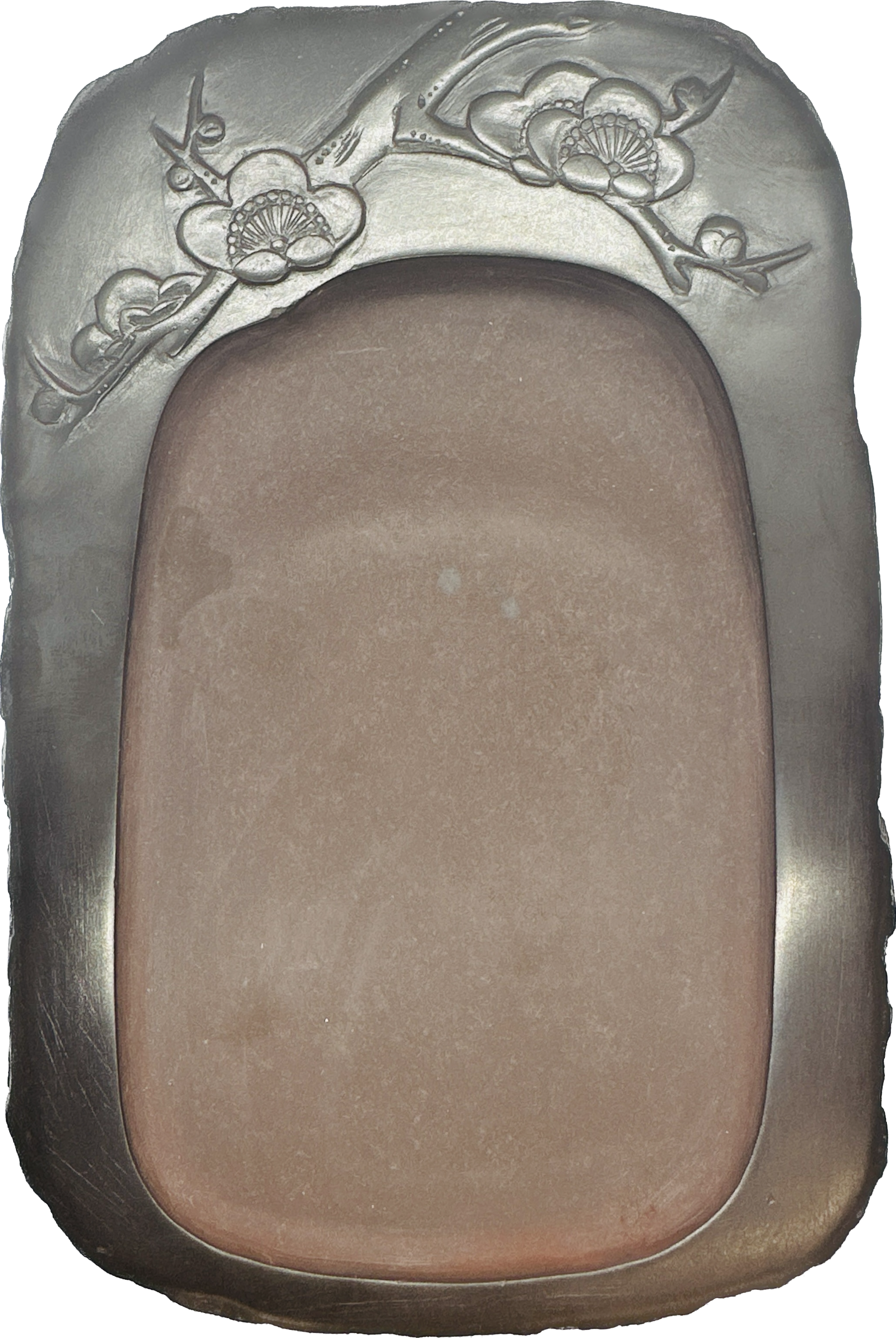
山口 赤間硯 昭竜山
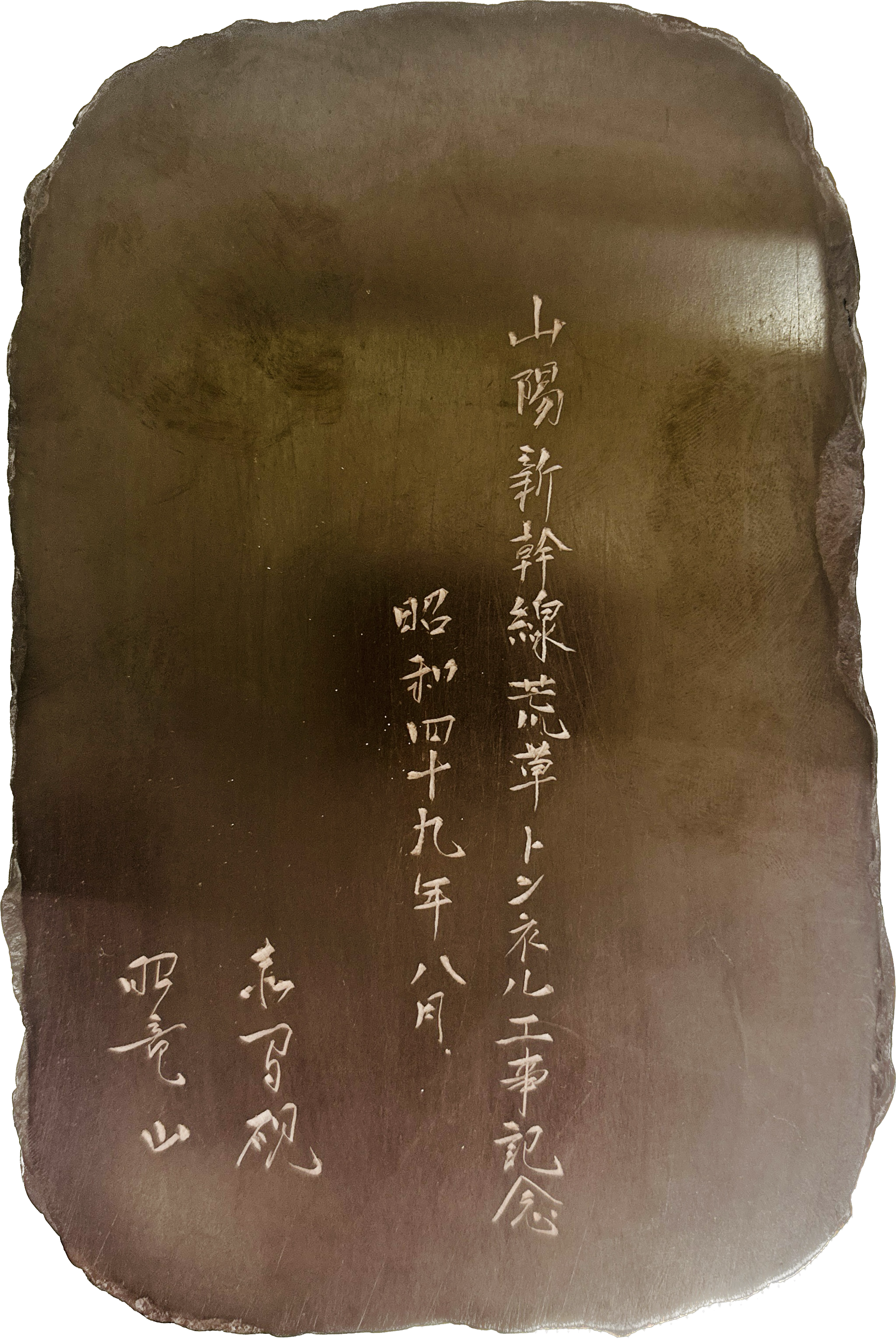
山口 赤間硯 昭竜山 (裏)
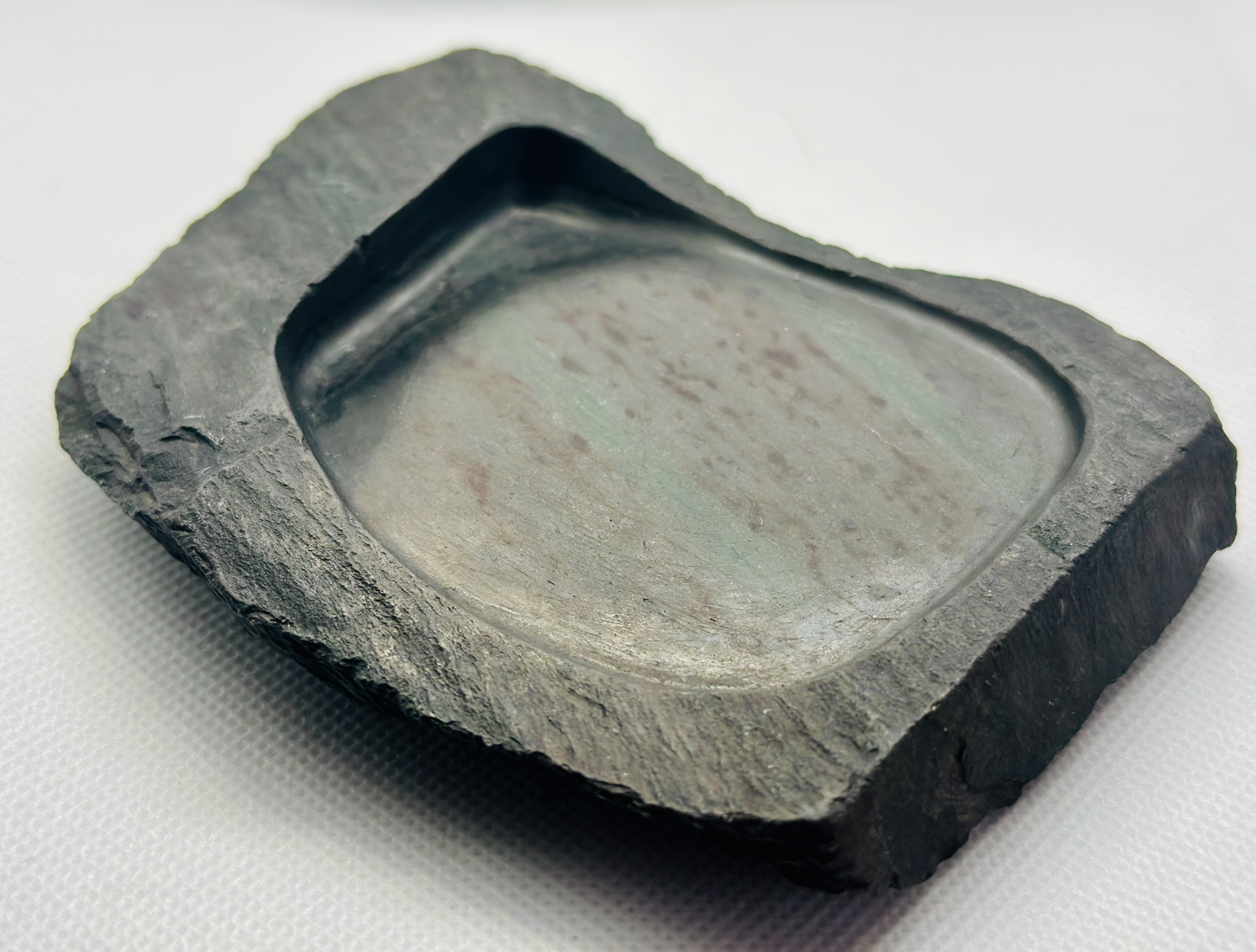
山口 赤間硯 紫青石

- 三原硯 - 高知、土佐石
- 若田石硯 - 長崎 紫式部の逸話がある[27]

- 長崎 対馬 若田石硯

- 紅渓石硯 - 宮崎

- 宮崎 紅渓石硯

- 屋久島硯 - 鹿児島

- 鹿児島県 屋久島硯

- 冷泉石 - 鹿児島

- 鹿児島 冷泉石硯

## その他の硯産地

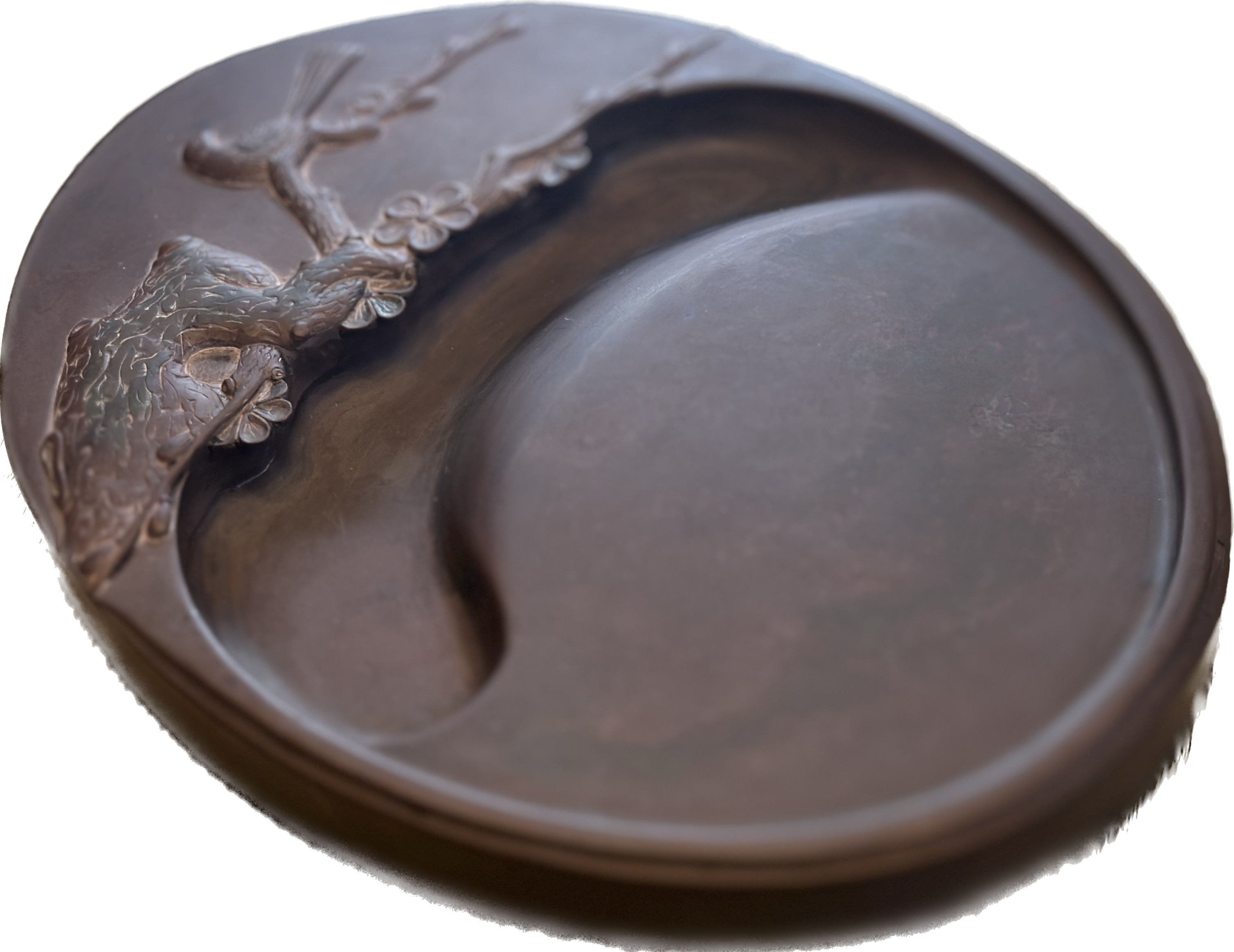
北朝鮮製の硯 表
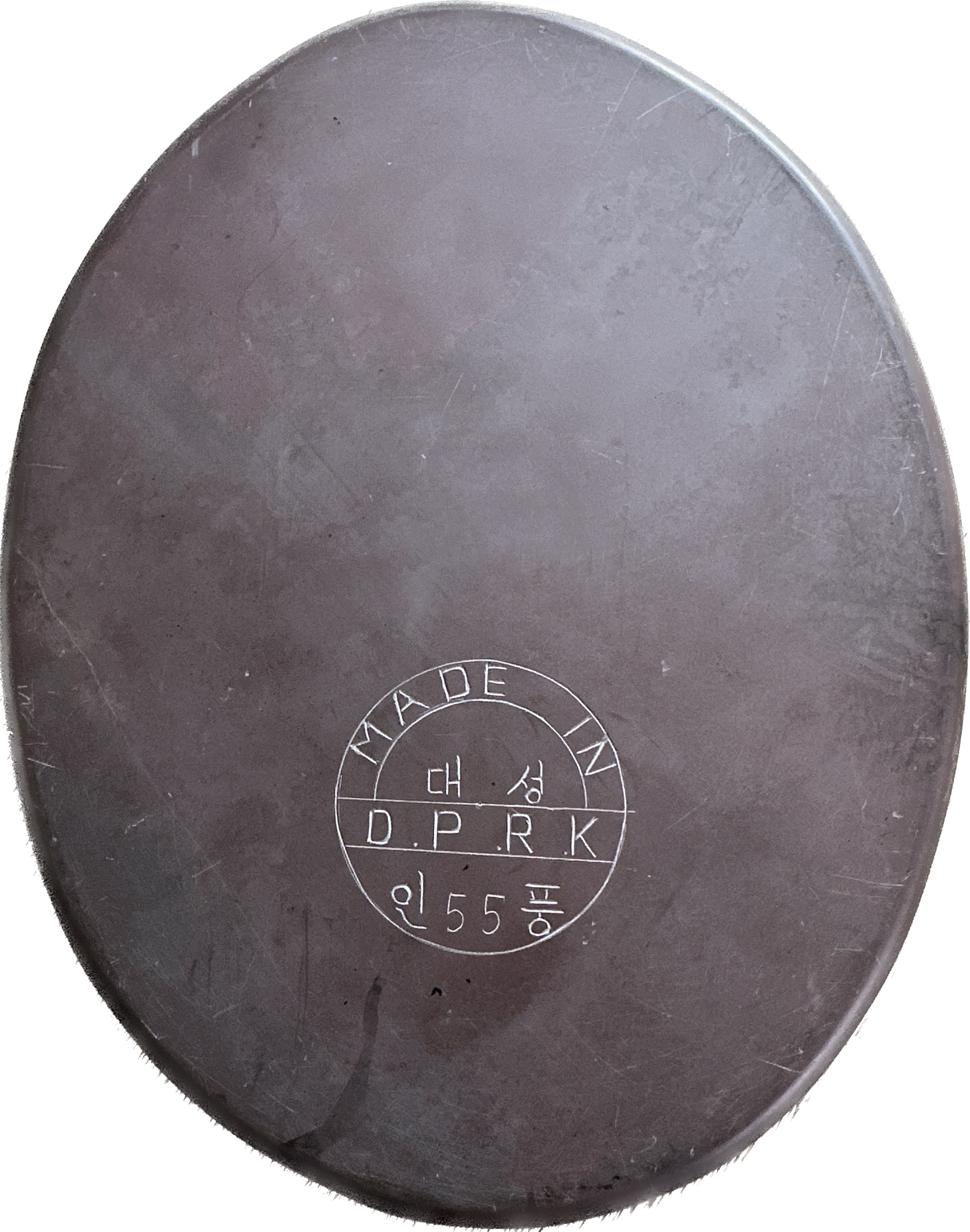
北朝鮮製の硯 裏
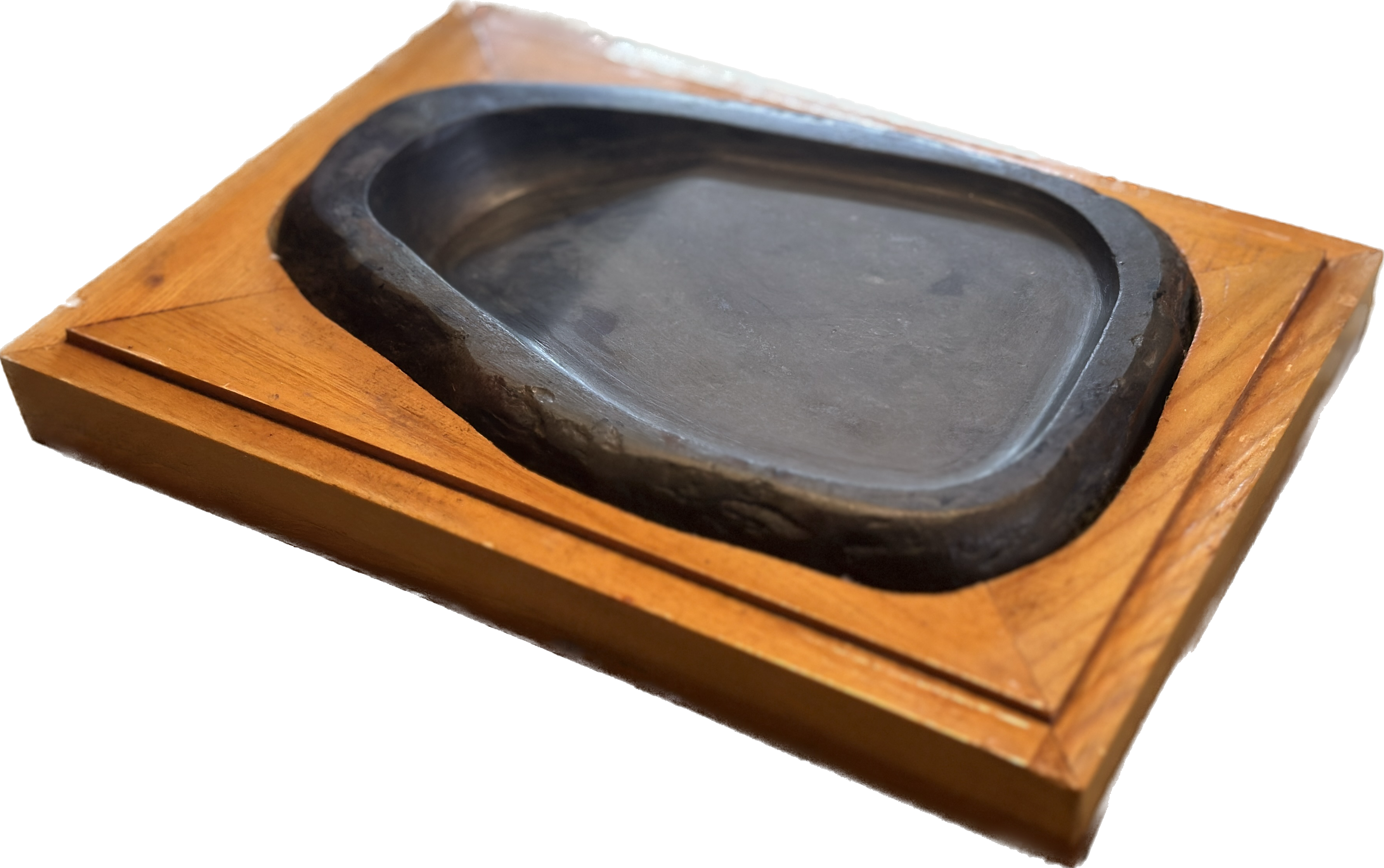
台湾製の硯

## 硯の手入れ
硯は半永久的に使えるものであるが、そのためには手入れが必要である。
鋒鋩を立てる
硯は使っているとだんだん磨り減って、ついにはツルツルになってくる。こうなると墨が磨れないので、硯用の砥石で硯面を研ぐ。これを鋒鋩（ほうぼう、「刀の先」の意）を立てるという。硯面に光をあてると鋒鋩と呼ばれるキラキラと光る細かい宝石のような粒が現れ、これで墨が磨れる。この鋒鋩が細かく密に、そして均一に散りばめられているほど墨色は美しく出る。また、鋒鋩が鋭く強いほど墨は早く磨れるが、あまり鋒鋩を立てすぎると、かえって良くない。立てすぎた場合は、磨墨の際に、金属音がする。
きれいに洗う
硯を使ったら脱脂綿などを使い、必ず隅々までぬるま湯（熱湯は硯が割れる恐れがあるため不可）できれいに洗う。古い墨を残しておくと新しく磨った墨も腐ってしまう。また磨った墨の断面を硯の上に立てて保管してはいけない。良い硯ほど墨が貼り付いてしまい、無理に取ろうとすると硯の面が剥がれてしまう。その場合は、接着面を水で濡らし、しばらくおいておくと、うまく剥がれることがある。